# A Magyarország, szeretlek! epizódjainak listája
Ez a cikk a Magyarország, szeretlek! epizódjainak listáját tartalmazza.

## Epizódok
| Évad | Évad | Részek száma | Részek száma | Eredeti sugárzás     | Eredeti sugárzás   | Eredeti adó |
| Évad | Évad | Részek száma | Részek száma | Évadbemutató         | Évadzáró           | Eredeti adó |
| ---- | ---- | ------------ | ------------ | -------------------- | ------------------ | ----------- |
|      | 1.   | 33           | 33           | 2011. október 2.     | 2012. június 3.    | M1          |
|      | 2.   | 14           | 14           | 2012. szeptember 23. | 2012. december 30. | M1          |
|      | 3.   | 12           | 12           | 2013. március 24.    | 2013. június 8.    | M1          |
|      | 4.   | 14           | 14           | 2013. szeptember 29. | 2013. december 29. | M1          |
|      | 5.   | 12           | 12           | 2014. március 2.     | 2014. május 25.    | M1          |
|      | 6.   | 11           | 11           | 2014. október 5.     | 2014. december 31. | M1          |
|      | 7.   | 13           | 13           | 2015. március 15.    | 2015. június 14.   | Duna        |
|      | 8.   | 18           | 18           | 2015. szeptember 20. | 2016. január 24.   | Duna        |
|      | 9.   | 19           | 19           | 2016. január 31.     | 2016. június 5.    | Duna        |
|      | 10.  | 40           | 40           | 2016. augusztus 28.  | 2017. június 11.   | Duna        |
|      | 11.  | 17           | 17           | 2017. szeptember 3.  | 2017. december 31. | Duna        |
|      | 12.  | 21           | 21           | 2018. január 7.      | 2018. június 10.   | Duna        |

### Első évad (2011–2012)
|       | Dátum              | Piros csapat (Jakupcsek Gabriella) | Piros csapat (Jakupcsek Gabriella) | Piros csapat (Jakupcsek Gabriella) | Piros csapat (Jakupcsek Gabriella) |       | Zöld csapat (Csiszár Jenő) | Zöld csapat (Csiszár Jenő) | Zöld csapat (Csiszár Jenő) | Zöld csapat (Csiszár Jenő) |
| 20–29 | Dátum              | 30–39                              | 40 feletti                         |                                    |                                    | 20–29 | 30–39                      | 40 feletti                 |                            |                            |
| ----- | ------------------ | ---------------------------------- | ---------------------------------- | ---------------------------------- | ---------------------------------- | ----- | -------------------------- | -------------------------- | -------------------------- | -------------------------- |
| 1.    | 2011. október 2.   | Janicsák Veca                      | Székely Bulcsú                     | Reviczky Gábor                     | 58                                 |       | 63                         | Cseh László                | Schell Judit               | Gundel Takács Gábor        |
| 2.    | 2011. október 9.   | Kucsera Gábor                      | Novodomszky Éva                    | Náray Erika                        | 66                                 |       | 70                         | Somogyi András             | Ábel Anita                 | Malek Andrea               |
| 3.    | 2011. október 16.  | Fehér Tibor                        | Balogh Gábor                       | Szervét Tibor                      | 55                                 |       | 53                         | Puskás Péter               | Pikali Gerda               | Csuja Imre                 |
| 4.    | 2011. október 30.  | Trokán Nóra                        | Mező Mihály                        | Kerekes József                     | 48                                 |       | 73                         | Kiss Ádám                  | D. Tóth Kriszta            | Szabó Győző                |
| 5.    | 2011. november 6.  | Vágó Zsuzsi                        | Nacsa Olivér                       | Harsányi Levente                   | 118                                |       | 37                         | Klem Viktor                | Bagi Iván                  | Für Anikó                  |
| 6.    | 2011. november 13. | Szabó Kimmel Tamás                 | Csézy                              | Hajas László                       | 57                                 |       | 116                        | Tóth Vera                  | Ónodi Eszter               | Győrfi Pál                 |
| 7.    | 2011. november 20. | Balla Eszter                       | Janza Kata                         | Pindroch Csaba                     | 70                                 |       | 35                         | Varga Viktor               | Kovács Áron                | Temesvári Andrea           |
| 8.    | 2011. november 27. | Pálmai Anna                        | Nagy Sándor                        | Zsidró Tamás                       | 49                                 |       | 75                         | Kovácsovics Fruzsina       | Jordán Adél                | Scherer Péter              |
| 9.    | 2011. december 4.  | Buda Márton                        | Verebes Linda                      | Szolnoki Péter                     | 26                                 |       | 90                         | Vágó Bernadett             | Wolf Kati                  | Magyar Attila              |
| 10.   | 2011. december 11. | Bartók Eszter                      | Szinetár Dóra                      | Csapó Gábor                        | 45                                 |       | 73                         | Marót Viki                 | Oroszlán Szonja            | Kovács István              |
| 11.   | 2011. december 18. | Feke Pál                           | Nagy Ervin                         | Szentpéteri Csilla                 | 60                                 |       | 59                         | Mák Kata                   | Varga Győző                | Gyarmati Andrea            |
| 12.   | 2012. január 1.    | Nacsa Olivér                       | Harsányi Levente                   | Szervét Tibor                      | 80                                 |       | 54                         | Pálmai Anna                | Novodomszky Éva            | Ónodi Eszter               |
| 13.   | 2012. január 8.    | Czapkó Antal                       | Huszárik Kata                      | Gesztesi Károly                    | 73                                 |       | 49                         | Trokán Anna                | Mautner Zsófia             | Thuróczy Szabolcs          |
| 14.   | 2012. január 15.   | Martinovics Dorina                 | Katus Attila                       | Debreczeny Csaba                   | 116                                |       | 89                         | Szabó Dávid                | Vincze Ottó                | Vándor Éva                 |
| 15.   | 2012. január 22.   | Földes Eszter                      | Dolhai Attila                      | Papadimitriu Athina                | 49                                 |       | 54                         | Palcsó Tamás               | Fullajtár Andrea           | Borbás Mária               |
| 16.   | 2012. január 29.   | Makranczi Zalán                    | Horváth Lili                       | Szerednyey Béla                    | 71                                 |       | 69                         | Michelisz Norbert          | Simon Kornél               | Oszvald Marika             |
| 17.   | 2012. február 5.   | Tóth Bori                          | Rakonczai Viktor                   | Erőss Zsolt                        | 56                                 |       | 47                         | Szatory Dávid              | Pálinger Katalin           | Badár Sándor               |
| 18.   | 2012. február 12.  | Galambos Dorina                    | Polyák Lilla                       | Básti Juli                         | 57                                 |       | 64                         | Pély Barna                 | Homonnay Zsolt             | Puskás Tamás               |
| 19.   | 2012. február 19.  | Kozák Danuta                       | Hujber Ferenc                      | Buza Sándor                        | 151                                |       | 99                         | Gémes Antos                | Gallusz Nikolett           | Szarvas József             |
| 20.   | 2012. február 26.  | Kovács Lehel                       | Kozma Orsolya                      | Gáspár Sándor                      | 74                                 |       | 53                         | Radnay Csilla              | Gál Emese                  | Kálloy Molnár Péter        |
| 21.   | 2012. március 11.  | Egri Bálint                        | Fenyő Iván                         | Horgas Eszter                      | 107                                |       | 70                         | Szivós Márton              | Somogyi Dia                | Hevér Gábor                |
| 22.   | 2012. március 18.  | Gangl Edina                        | Bársony Bálint                     | Szilágyi Tibor                     | 54                                 |       | 56                         | Kerényi Miklós Máté        | Szekeres Adrien            | Pap Vera                   |
| 23.   | 2012. március 25.  | Adorjáni Bálint                    | Erdei Zsolt                        | Sztárek Andrea                     | 104                                |       | 54                         | Figula János               | Varga Edit                 | Kökényessy Ági             |
| 24.   | 2012. április 1.   | Erdélyi Tímea                      | Walkó Csaba                        | Kautzky Armand                     | 104                                |       | 69                         | Brasch Bence               | Mazányi Eszter             | Elek Ferenc                |
| 25.   | 2012. április 8.   | Gáspár Kata                        | Litkai Gergely                     | Bánfalvy Ágnes                     | 56                                 |       | 95                         | Vass Dóra                  | Szalóki Ági                | Schlanger András           |
| 26.   | 2012. április 15.  | Molnár Tamás                       | Haumann Petra                      | Szőke András                       | 62                                 |       | 43                         | Valentin Titánia           | Jegyes-Tóth Kriszta        | Czutor Zoltán              |
| 27.   | 2012. április 22.  | Boronyák Gergely                   | Gubík Ági                          | Lux Ádám                           | 52                                 |       | 75                         | Danis Lídia                | Heincz Gábor               | Sütő Enikő                 |
| 28.   | 2012. április 29.  | Bálint Ádám                        | Stefanovics Angéla                 | Murányi Tünde                      | 51                                 |       | 44                         | Mészáros Piroska           | Szujó Zoltán               | Igó Éva                    |
| 29.   | 2012. május 6.     | Baronits Gábor                     | Szinetár Dóra                      | Fonyó Barbara                      | 43                                 |       | 62                         | Ungár Anikó                | Hámori Ildikó              | Kállai Bori                |
| 30.   | 2012. május 13.    | Magyar Bálint                      | Balázsovits Edit                   | Mihályi Győző                      | 52                                 |       | 40                         | Mohai Tamás                | Fábián Juli                | Bencze Ilona               |
| 31.   | 2012. május 20.    | Kerekes Vica                       | Szebeni István                     | Kálid Artúr                        | 58                                 |       | 91                         | Törőcsik Franciska         | Dombóvári István           | Schiffer Miklós            |
| 32.   | 2012. május 27.    | Dér Heni                           | Alföldi Zoltán                     | Makány Márta                       | 54                                 |       | 101                        | ifj. Gál Tibor             | Mahó Andrea                | Kovács Ákos                |
| 33.   | 2012. június 3.    | Kapás Boglárka                     | Vajda Attila                       | Magyar Zoltán                      | 45                                 |       | 49                         | Detre Diána                | Szécsi Zoltán              | Borkai Zsolt               |

### Második évad (2012)
|       |       | Dátum                | Piros csapat (Jakupcsek Gabriella) | Piros csapat (Jakupcsek Gabriella) | Piros csapat (Jakupcsek Gabriella) | Piros csapat (Jakupcsek Gabriella) |       | Zöld csapat (Csiszár Jenő) | Zöld csapat (Csiszár Jenő) | Zöld csapat (Csiszár Jenő) | Zöld csapat (Csiszár Jenő) | Zenei vendég    |
| 20–29 | 30–39 | Dátum                | 40 feletti                         |                                    |                                    | 20–29                              | 30–39 | 40 feletti                 |                            |                            |                            | Zenei vendég    |
| ----- | ----- | -------------------- | ---------------------------------- | ---------------------------------- | ---------------------------------- | ---------------------------------- | ----- | -------------------------- | -------------------------- | -------------------------- | -------------------------- | --------------- |
| 34.   | 1.    | 2012. szeptember 23. | Petrovics-Mérei Andrea             | Knézy Jenő                         | Gundel Takács Gábor                | 58                                 |       | 63                         | Szilágyi Áron              | Kovács Katalin             | Kökény Roland              | Tóth Vera       |
| 35.   | 2.    | 2012. szeptember 30. | Mohay Bence                        | Egres Katinka                      | Anger Zsolt                        | 55                                 |       | 72                         | Czigány Dóra               | Kéri Kitty                 | Sasvári Sándor             | Völgyesi Gabi   |
| 36.   | 3.    | 2012. október 7.     | Dombi Rudolf                       | Keveházi Krisztina                 | Rátóti Zoltán                      | 46                                 |       | 101                        | Ungvári Miklós             | Pikali Gerda               | Ernyey Béla                | Pély Barna      |
| 37.   | 4.    | 2012. október 14.    | Menczer Tamás                      | Benedek-Epres Panni                | Molnár Piroska                     | 55                                 |       | 60                         | Csernoviczki Éva           | Török Olivér               | Trokán Péter               | Dolhai Attila   |
| 38.   | 5.    | 2012. október 21.    | Császár Gábor                      | Szöllősi Györgyi                   | Bodrogi Gyula                      | 59                                 |       | 49                         | Benkó Barbara              | Mészáros Árpád Zsolt       | Nádas György               | Dér Heni        |
| 39.   | 6.    | 2012. október 28.    | Nagy László                        | Vastag Csaba                       | Pogány Judit                       | 68                                 |       | 48                         | Bata Éva                   | Gaskó Balázs               | Hollósi Frigyes            | Kohánszky Roy   |
| 40.   | 7.    | 2012. november 11.   | Kulifai Tamás                      | Lovász László                      | Kovács Kati                        | 56                                 |       | 48                         | Muri Enikő                 | Gergely István             | Csomor Csilla              | Marót Viki      |
| 41.   | 8.    | 2012. november 17.   | Sors Tamás                         | Pintér Tibor                       | Szacsvay László                    | 61                                 |       | 49                         | Tóth Eszter                | Völgyesi Gabi              | Frajt Edit                 | Heincz Gábor    |
| 42.   | 9.    | 2012. november 25.   | Kocsis Tibor                       | Schmied Zoltán                     | Szalay Krisztina                   | 62                                 |       | 53                         | Tóth Dávid                 | Peller Anna                | Ujlaki Dénes               | Janicsák Veca   |
| 43.   | 10.   | 2012. december 2.    | Radnai Márk                        | Bíró Eszter                        | Bán János                          | 54                                 |       | 59                         | Odett                      | Kammerer Zoltán            | Tahi Tóth László           | Nagy Sándor     |
| 44.   | 11.   | 2012. december 9.    | Janklovics Péter                   | Wéber Gábor                        | Tóth Auguszta                      | 49                                 |       | 48                         | Fodor Annamária            | Nagy Zsolt                 | Hűvösvölgyi Ildikó         | Szolnoki Péter  |
| 45.   | 12.   | 2012. december 16.   | Vastag Tamás                       | Kiss Gergely                       | Pásztor Erzsi                      | 68                                 |       | 66                         | Tornyi Ildikó              | Hámori Gabriella           | Szabó Bence                | Galambos Dorina |
| 46.   | 13.   | 2012. december 23.   | Trokán Anna                        | Koós Gergő                         | Sipos Péter                        | 59                                 |       | 74                         | Trokán Nóra                | Koós Réka                  | Sipos Tamás                | Bebe            |
| 47.   | 14.   | 2012. december 30.   | Pindroch Csaba                     | Hujber Ferenc                      | Szabó Győző                        | 59                                 |       | 70                         | Dobó Kata                  | Schell Judit               | Seress Zoltán              | Kozma Orsolya   |

### Harmadik évad (2013)
|       |       | Dátum             | Piros csapat (Jakupcsek Gabriella) | Piros csapat (Jakupcsek Gabriella) | Piros csapat (Jakupcsek Gabriella) | Piros csapat (Jakupcsek Gabriella) |       | Zöld csapat (Csiszár Jenő) | Zöld csapat (Csiszár Jenő) | Zöld csapat (Csiszár Jenő) | Zöld csapat (Csiszár Jenő) | Zenei vendég    |
| 20–29 | 30–39 | Dátum             | 40 feletti                         |                                    |                                    | 20–29                              | 30–39 | 40 feletti                 |                            |                            |                            | Zenei vendég    |
| ----- | ----- | ----------------- | ---------------------------------- | ---------------------------------- | ---------------------------------- | ---------------------------------- | ----- | -------------------------- | -------------------------- | -------------------------- | -------------------------- | --------------- |
| 48.   | 1.    | 2013. március 24. | Pál Dénes                          | Szandi                             | Forgács Gábor                      | 152                                |       | 42                         | Cserpes Laura              | Fazekas Nándor             | Kohánszky Roy              | Feke Pál        |
| 49.   | 2.    | 2013. március 31. | Kiss Balázs                        | Rezes Judit                        | Pécsi Ildikó                       | 45                                 |       | 52                         | Veres Mónika               | Gregor Bernadett           | Szalay Balázs              | Koós Réka       |
| 50.   | 3.    | 2013. április 7.  | Puskás Péter                       | Ladinek Judit                      | Kautzky Armand                     | 47                                 |       | 55                         | Igó Éva                    | Csőre Gábor                | Hegedűs D. Géza            | Gáspár László   |
| 51.   | 4.    | 2013. április 14. | Szabó Ádám                         | Béres Alexandra                    | Aradi Tibor                        | 68                                 |       | 52                         | Réti Adrienn               | Serbán Attila              | Keresztes Ildikó           | Judy            |
| 52.   | 5.    | 2013. április 21. | Telekes Péter                      | Apáti Bence                        | Dékány Sarolta                     | 61                                 |       | 58                         | Lola                       | Kerekes Viktória           | Mikó István                | Rácz Gergő      |
| 53.   | 6.    | 2013. április 28. | Iszak Eszter                       | Szanitter Dávid                    | Faragó András                      | 62                                 |       | 55                         | Baricz Gergő               | Parti Nóra                 | Csepregi Éva               | Radics Gigi     |
| 54.   | 7.    | 2013. május 5.    | Hesz Máté                          | Balázsovits Edit                   | Bodrogi Ádám                       | 52                                 |       | 54                         | Gyarmati Andrea            | Almási Éva                 | Voith Ági                  | Éliás Gyula     |
| 55.   | 8.    | 2013. május 12.   | Bárány Kristóf                     | Kamarás Iván                       | Gór Nagy Mária                     | 58                                 |       | 49                         | Vogyerák Anikó             | Bánhidi Petra              | Oszter Sándor              | Polyák Lilla    |
| 56.   | 9.    | 2013. május 19.   | Farkas Dénes                       | Aranyosi Péter                     | Pápai Erika                        | 62                                 |       | 60                         | Mádai Vivien               | Őze Áron                   | Benkő László               | Bereczki Zoltán |
| 57.   | 10.   | 2013. május 26.   | Nyári Edit                         | Bagi Iván                          | Rippel Ferenc                      |                                    |       |                            | Nyári Alíz                 | Nacsa Olivér               | Rippel Viktor              | Bencsik Tamara  |
| 58.   | 11.   | 2013. június 2.   | Molnár Áron                        | Ruttkay Laura                      | Cserna Antal                       | 63                                 |       | 67                         | Péter Szabó Szilvia        | Hanga Zoltán               | Kőbán Rita                 | Bűdi Szilárd    |
| 59.   | 12.   | 2013. június 8.   | Csuha Borbála                      | Csengeri Attila                    | Deák Bárdos Mihály                 | 66                                 |       | 77                         | Megyes Ágnes               | Südi Iringó                | Balázs Fecó                | Kökény Attila   |

### Negyedik évad (2013)
|       |       | Dátum                | Piros csapat (Jakupcsek Gabriella) | Piros csapat (Jakupcsek Gabriella) | Piros csapat (Jakupcsek Gabriella) | Piros csapat (Jakupcsek Gabriella) |       | Zöld csapat (Csiszár Jenő) | Zöld csapat (Csiszár Jenő) | Zöld csapat (Csiszár Jenő) | Zöld csapat (Csiszár Jenő) | Zenei vendég         |
| 20–29 | 30–39 | Dátum                | 40 feletti                         |                                    |                                    | 20–29                              | 30–39 | 40 feletti                 |                            |                            |                            | Zenei vendég         |
| ----- | ----- | -------------------- | ---------------------------------- | ---------------------------------- | ---------------------------------- | ---------------------------------- | ----- | -------------------------- | -------------------------- | -------------------------- | -------------------------- | -------------------- |
| 60.   | 1.    | 2013. szeptember 29. | Trokán Anna                        | Feke Pál                           | Csuja Imre                         | 74                                 |       | 51                         | Pálmai Anna                | Oroszlán Szonja            | Pindroch Csaba             | Mohamed Fatima       |
| 61.   | 2.    | 2013. október 6.     | Nagy Adrienn                       | Kamarás Iván                       | Xantus Barbara                     |                                    |       |                            | Galambos Dorina            | KRSA                       | Növényi Norbert            | Mészáros Árpád Zsolt |
| 62.   | 3.    | 2013. október 13.    | Marót Viki                         | Boczkó Gábor                       | Bagó Bertalan                      | 56                                 |       | 73                         | Gubik Petra                | Elek Ferenc                | Karácsony János            | Takács Nikolas       |
| 63.   | 4.    | 2013. október 20.    | Péter Kata                         | Fenyő Iván                         | Mezei Dániel                       | 55                                 |       | 54                         | Rédli András               | Vágó Bernadett             | Bezerédi Zoltán            | Szinetár Dóra        |
| 64.   | 5.    | 2013. október 27.    | Kiss Ádám                          | Herczeg Adrienn                    | Nagy Feró                          | 58                                 |       | 61                         | Takács Nóra                | Lorán Barnabás             | Dolly                      | Vastag Tamás         |
| 65.   | 6.    | 2013. november 3.    | Al Ghaoui Hesna                    | Peller Károly                      | Sárközi Gyula                      | 63                                 |       | 49                         | Losonczi Kata              | Nagy Sándor                | Borbás Gabi                | Csipa                |
| 66.   | 7.    | 2013. november 10.   | Formán Bálint                      | Oszter Alexandra                   | Józsa Imre                         | 52                                 |       | 57                         | Telekes Péter              | Ullmann Mónika             | Epres Attila               | Nguyen Thanh Hien    |
| 67.   | 8.    | 2013. november 16.   | Egri Bálint                        | Dióssy Klári                       | Margitai Ági                       | 64                                 |       | 49                         | Szilvási Judit             | Imre Géza                  | Dévényi Tibor              | Náray Erika          |
| 68.   | 9.    | 2013. november 24.   | Szabó Dávid                        | Acél Réka                          | Gazsó György                       | 61                                 |       | 64                         | Tóth Tamás                 | Szávai Viktória            | Halász Judit               | Kocsis Tibor         |
| 69.   | 10.   | 2013. december 1.    | Trecskó Zsófia                     | Kovács Áron                        | Kovács Lázár                       |                                    |       |                            | Gájer Bálint               | Lubics Szilvia             | Ivancsics Ilona            | Keresztes Ildikó     |
| 70.   | 11.   | 2013. december 8.    | Janicsák Veca                      | Létay Dóra                         | Csonka András                      |                                    |       |                            | Dér Heni                   | Pokorny Lia                | Szarka Tamás               | Malek Andrea         |
| 71.   | 12.   | 2013. december 15.   | Rátonyi Kriszta                    | Bozsó Péter                        | Endrei Judit                       |                                    |       |                            | Felméry Lili               | Sári Éva                   | Fenyő Miklós               | Serbán Attila        |
| 72.   | 13.   | 2013. december 22.   | Puskás Péter                       | Cserna Antal                       | Horváth Lili                       | 62                                 |       | 70                         | Puskás Tivadar             | Szalay Krisztina           | Tordai Teri                | Miller Zoltán        |
| 73.   | 14.   | 2013. december 29.   | Balla Eszter                       | Ricsipí                            | Markos György                      |                                    |       |                            | Oroszlán Szonja            | Qka MC                     | Nádas György               | Kovács Kati          |

### Ötödik évad (2014)
|       |       | Dátum             | Piros csapat (Jakupcsek Gabriella) | Piros csapat (Jakupcsek Gabriella) | Piros csapat (Jakupcsek Gabriella) | Piros csapat (Jakupcsek Gabriella) |       | Zöld csapat (Csiszár Jenő) | Zöld csapat (Csiszár Jenő) | Zöld csapat (Csiszár Jenő) | Zöld csapat (Csiszár Jenő) | Zenei vendég        |
| 20–29 | 30–39 | Dátum             | 40 feletti                         |                                    |                                    | 20–29                              | 30–39 | 40 feletti                 |                            |                            |                            | Zenei vendég        |
| ----- | ----- | ----------------- | ---------------------------------- | ---------------------------------- | ---------------------------------- | ---------------------------------- | ----- | -------------------------- | -------------------------- | -------------------------- | -------------------------- | ------------------- |
| 74.   | 1.    | 2014. március 2.  | Döbrösi Laura                      | Németh Kristóf                     | Faragó András                      | 93                                 |       | 75                         | Kovács Ágnes               | Takáts Eszter              | Magyar Attila              | Vágó Bernadett      |
| 75.   | 2.    | 2014. március 9.  | Réti Adrienn                       | Bebe                               | Badár Sándor                       | 50                                 |       | 47                         | Bordás Barbara             | Szűcs Gabi                 | Szőke András               | Szandi              |
| 76.   | 3.    | 2014. március 16. | Józan László                       | Mihályi Réka                       | Homonnay Zsolt                     | 64                                 |       | 98                         | Szász Kitti                | Holcz Gábor                | Hirtling István            | Szulák Andrea       |
| 77.   | 4.    | 2014. március 23. | Szabó Kimmel Tamás                 | Holecskó Orsolya                   | Forgács Péter                      | 66                                 |       | 49                         | Kovács Nikolett            | Haumann Petra              | Szarvas József             | Vastag Csaba        |
| 78.   | 5.    | 2014. március 30. | Előd Álmos                         | Mészáros Máté                      | Náray Erika                        |                                    |       |                            | Boncsér Gergely            | Rácz Gergő                 | Szulák Andrea              | Majsai Gábor        |
| 79.   | 6.    | 2014. április 13. | Knoch Viktor                       | Kamarás Iván                       | Schiffer Miklós                    | 51                                 |       | 101                        | Tarján Zsófia              | Szuper Levente             | Sipos Péter                | Homonnay Zsolt      |
| 80.   | 7.    | 2014. április 20. | Csemer Boglárka                    | Ujvári Zoltán Szilveszter          | Kassai Ilona                       |                                    |       |                            | Bogi                       | Apáti Bence                | Zsurzs Kati                | Mihályi Réka        |
| 81.   | 8.    | 2014. április 27. | Pál Dénes                          | Koós Réka                          | Egri Péter                         | 55                                 |       | 110                        | Lovas Rozi                 | Schmied Zoltán             | Sütő Enikő                 | Cserpes Laura       |
| 82.   | 9.    | 2014. május 4.    | Varga Edit                         | Bényi Ildikó                       | Radványi Dorottya                  | 58                                 |       | 45                         | Máté Marcell               | Tótfalusi Fanni            | Esztergályos Máté          | Veres Mónika        |
| 83.   | 10.   | 2014. május 11.   | Kerekes Vica                       | Märcz Tamás                        | Csengeri Attila                    |                                    |       |                            | Rózsa Csilla               | Süveges Nóra               | Perjés János               | Gájer Bálint        |
| 84.   | 11.   | 2014. május 18.   | Buda Márton                        | Pados Krisztina                    | Kerekes József                     | 62                                 |       | 61                         | Jordán Adél                | Fodor Rajmund              | Vásári Mónika              | Pál Dénes           |
| 85.   | 12.   | 2014. május 25.   | Pálmai Anna                        | Simon Kornél                       | Tóth Frank                         | 69                                 |       | 66                         | Gáspár Kata                | Szendy Szilvi              | Litkey Farkas              | Péter Szabó Szilvia |

### Hatodik évad (2014)
|       |       | Dátum              | Piros csapat (Jakupcsek Gabriella) | Piros csapat (Jakupcsek Gabriella) | Piros csapat (Jakupcsek Gabriella) | Piros csapat (Jakupcsek Gabriella) |       | Zöld csapat (Csiszár Jenő) | Zöld csapat (Csiszár Jenő) | Zöld csapat (Csiszár Jenő) | Zöld csapat (Csiszár Jenő) | Zenei vendég  |
| 20–29 | 30–39 | Dátum              | 40 feletti                         |                                    |                                    | 20–29                              | 30–39 | 40 feletti                 |                            |                            |                            | Zenei vendég  |
| ----- | ----- | ------------------ | ---------------------------------- | ---------------------------------- | ---------------------------------- | ---------------------------------- | ----- | -------------------------- | -------------------------- | -------------------------- | -------------------------- | ------------- |
| 86.   | 1.    | 2014. október 5.   | Kovács Lehel                       | Fodor Annamária                    | Gazsó György                       | 52                                 |       | 108                        | Barcs Kata                 | Dobó Kata                  | Anger Zsolt                | Wolf Kati     |
| 87.   | 2.    | 2014. október 19.  | Simon Boglárka                     | Kovács Lázár                       | Bősze Ádám                         |                                    |       |                            | Szabó Erika                | Karalyos Gábor             | Fábián László              | Puskás Péter  |
| 88.   | 3.    | 2014. október 26.  | Ifj. Zsuráfszky Zoltán             | Dr. Almási Kitti                   | Dunai Tamás                        | 68                                 |       | 64                         | Szabó Gabriella            | Erdei Zsolt                | Ungár Anikó                | Szűcs Gabi    |
| 89.   | 4.    | 2014. november 9.  | Mikler Roland                      | Balczó Péter                       | Rózsa György                       | 51                                 |       | 57                         | Szabó Melinda              | Kéri Kitty                 | Ernyey Béla                | Dér Heni      |
| 90.   | 5.    | 2014. november 16. | Jaskó Bálint                       | Ullmann Mónika                     | Harmath Imre                       | 47                                 |       | 59                         | Nguyen Thanh Hien          | Mohamed Aida               | Buday Péter                | Kohánszky Roy |
| 91.   | 6.    | 2014. november 23. | Gáspár Gergely                     | Eszményi Viktória                  | Sallay András                      | 163                                |       | 55                         | Gáspár Kata                | Heilig Gábor               | Regőczy Krisztina          | Tarján Zsófia |
| 92.   | 7.    | 2014. november 30. | Decker Attila                      | Czutor Zoltán                      | Szervét Tibor                      | 58                                 |       | 69                         | Kisteleki Dóra             | Polyák Lilla               | Rost Andrea                | Behumi Dóra   |
| 93.   | 8.    | 2014. december 14. | Decker Ádám                        | Gubík Ági                          | Fehér Adrienn                      | 48                                 |       | 38                         | Fejes Szandra              | Barabás Kiss Zoltán        | Oszvald Marika             | Pély Barna    |
| 94.   | 9.    | 2014. december 21. | Vastag Tamás                       | Haumann Máté                       | Kokas Katalin                      | 60                                 |       | 61                         | Vastag Csaba               | Haumann Petra              | Kelemen Barnabás           | Hevesi Tamás  |
| 95.   | 10.   | 2014. december 28. | Veréb István                       | Száraz Dénes                       | Katus Attila                       | 51                                 |       | 113                        | Kovács Nikolett            | Verebes Linda              | Juronics Tamás             | Nagy Adrienn  |
| 96.   | 11.   | 2014. december 31. | Gundel Takács Gábor                | Homonnay Zsolt                     | Csonka András                      | 4151                               |       | 4058                       | Szujó Zoltán               | Ónodi Eszter               | Schell Judit               | Pál Dénes     |

### Hetedik évad (2015)
|       |       | Dátum             | Piros csapat (Jakupcsek Gabriella) | Piros csapat (Jakupcsek Gabriella) | Piros csapat (Jakupcsek Gabriella) | Piros csapat (Jakupcsek Gabriella) |       | Zöld csapat (Csiszár Jenő) | Zöld csapat (Csiszár Jenő) | Zöld csapat (Csiszár Jenő) | Zöld csapat (Csiszár Jenő) | Zenei vendég                 |
| 20–29 | 30–39 | Dátum             | 40 feletti                         |                                    |                                    | 20–29                              | 30–39 | 40 feletti                 |                            |                            |                            | Zenei vendég                 |
| ----- | ----- | ----------------- | ---------------------------------- | ---------------------------------- | ---------------------------------- | ---------------------------------- | ----- | -------------------------- | -------------------------- | -------------------------- | -------------------------- | ---------------------------- |
| 97.   | 1.    | 2015. március 15. | Lengyel Tamás                      | Trokán Nóra                        | Kálloy Molnár Péter                | 41                                 |       | 49                         | Fátyol Kamilla             | Scherer Péter              | Kőszegi Ákos               | Muri Enikő                   |
| 98.   | 2.    | 2015. március 22. | Harsányi Levente                   | Szabó Ádám                         | Szűcs Gabi                         | 67                                 |       | 69                         | Tatár Csilla               | Nizalowski Dorottya        | Wolf Kati                  | Bebe                         |
| 99.   | 3.    | 2015. március 29. | Rátonyi Kriszta                    | Kerekes Péter                      | Fodor Imre                         | 23                                 |       | 26                         | Péczeli Dóra               | Buda Márton                | Babucs Kriszta             | Mujahid Zoltán               |
| 100.  | 4.    | 2015. április 5.  | Nacsa Olivér                       | Nagy Sándor                        | Náray Erika                        | 27                                 |       | 60                         | Mohay Bence                | Balla Eszter               | Szervét Tibor              | Polyák Lilla, Homonnay Zsolt |
| 101.  | 5.    | 2015. április 12. | Lola                               | Vásáry André                       | Tarnai Kiss László                 | 70                                 |       | 57                         | Bogi                       | Rákász Gergely             | Klement Zoltán             | Farkas-Jenser Balázs         |
| 102.  | 6.    | 2015. április 19. | Szikra Péter                       | Tóth Tímea                         | Lackfi János                       | 37                                 |       | 43                         | Antal Timi                 | Kiss Gergely               | Tarján Györgyi             | Ív                           |
| 103.  | 7.    | 2015. április 26. | Ficza István                       | Járai Máté                         | Zoltán Erika                       | 68                                 |       | 93                         | Döbrösi Laura              | Kapros Anikó               | Gáspár Tibor               | Kollányi Zsuzsa              |
| 104.  | 8.    | 2015. május 3.    | Hűvösvölgyi Ildikó                 | Bach Szilvia                       | Póka Éva                           | 68                                 |       | 66                         | Kisfaludy Zsófia           | Danics Dóra                | Bolba Éva                  | Gyurcsík Tibor               |
| 105.  | 9.    | 2015. május 10.   | Tóth Eszter                        | Dányi Krisztián                    | Martin Márta                       | 68                                 |       | 64                         | Csemer Boglárka            | Botos Éva                  | Papp János                 | Gallusz Nikolett             |
| 106.  | 10.   | 2015. május 17.   | Vecsei Miklós                      | Keszei Borbála                     | Bényei Tamás                       | 66                                 |       | 40                         | Rúzsa Magdi                | Pars Krisztián             | Frenreisz Károly           | Antal Timi                   |
| 107.  | 11.   | 2015. május 24.   | Berecz István                      | Fábián Juli                        | Csere László                       | 60                                 |       | 55                         | Kopek Janka                | Makranczi Zalán            | Kökény Beatrix             | Oláh Gergő                   |
| 108.  | 12.   | 2015. május 31.   | Hajnóczy Soma                      | Magyar Bálint                      | Sáfár Mónika                       | 58                                 |       | 56                         | Kubinyi Júlia              | Kovács Patrícia            | Straub Dezső               | Csepregi Éva                 |
| 109.  | 13.   | 2015. június 14.  | Marosi Ádám                        | Kovács Vanda                       | Sipos F. Tamás                     | 45                                 |       | 31                         | Horányi Juli               | Varju Kálmán               | Lehoczky Zsuzsa            | Gájer Bálint                 |

### Nyolcadik évad (2015-2016)
|       |       | Dátum                | Piros csapat (Jakupcsek Gabriella) | Piros csapat (Jakupcsek Gabriella) | Piros csapat (Jakupcsek Gabriella) | Piros csapat (Jakupcsek Gabriella) |       | Zöld csapat (Csiszár Jenő) | Zöld csapat (Csiszár Jenő) | Zöld csapat (Csiszár Jenő) | Zöld csapat (Csiszár Jenő) | Zenei vendég               |
| 20–29 | 30–39 | Dátum                | 40 feletti                         |                                    |                                    | 20–29                              | 30–39 | 40 feletti                 |                            |                            |                            | Zenei vendég               |
| ----- | ----- | -------------------- | ---------------------------------- | ---------------------------------- | ---------------------------------- | ---------------------------------- | ----- | -------------------------- | -------------------------- | -------------------------- | -------------------------- | -------------------------- |
| 110.  | 1.    | 2015. szeptember 20. | Molnár Mátyás                      | Somogyi Dia                        | Petrovics-Mérei Andrea             | 49                                 |       | 60                         | Szilágyi Liliána           | Szécsi Zoltán              | Wéber Gábor                | Singh Viktória             |
| 111.  | 2.    | 2015. szeptember 27. | Leblanc Gergely                    | Miló Viktória                      | Aradi Tibor                        | 88                                 |       | 52                         | Rubóczki Márkó             | Pálmai Panna               | Tóth Auguszta              | Szabó Ádám                 |
| 112.  | 3.    | 2015. október 4.     | Koltay Anna                        | Váczi Eszter                       | Bozsik Péter                       | 68                                 |       | 55                         | Várhegyi Lucas Palmira     | Kovács Róbert              | Kardos Róbert              | Vincze Lilla               |
| 113.  | 4.    | 2015. október 11.    | Baranyai Annamária                 | Zöld Csaba                         | Egyházi Géza                       | 55                                 |       | 56                         | Simon Panna                | Gömöri András Máté         | Auksz Éva                  | Horányi Juli               |
| 114.  | 5.    | 2015. október 18.    | Freddie                            | Nemes Szilvia                      | Ferenczi György                    | 76                                 |       | 47                         | Lábas Viki                 | Gál Gyula                  | Malek Andrea               | Szabó Dávid                |
| 115.  | 6.    | 2015. október 25.    | Fehér Tibor                        | Wossala Rozina                     | Harangozó Gyula                    | 102                                |       | 55                         | Kovács József              | Molnár Andrea              | Tallós Rita                | Danics Dóra                |
| 116.  | 7.    | 2015. november 8.    | Kocsis Enikő                       | Morvai Noémi                       | Sebő Ferenc                        | 60                                 |       | 70                         | Juni Emese                 | Varga Edit                 | Ledényi Levente            | Radics Gigi                |
| 117.  | 8.    | 2015. november 17.   | Mózes András                       | Szőke Nikoletta                    | Benkóczy Zoltán                    | 48                                 |       | 53                         | Tóth Andi                  | Kerekes Vica               | Faragó András              | Csézy                      |
| 118.  | 9.    | 2015. november 22.   | Lovas Rozi                         | Németh Kristóf                     | Badár Sándor                       | 70                                 |       | 49                         | Kárász Anna                | Stefanovics Angéla         | Orbán József               | Mahó Andrea                |
| 119.  | 10.   | 2015. november 29.   | Puskás Péter                       | Janklovics Péter                   | Szűcs Judith                       | 52                                 |       | 54                         | Kováts Vera                | Kiss Diána Magdolna        | Lisztes Krisztián          | Freddie                    |
| 120.  | 11.   | 2015. december 6.    | Feke Pál                           | Bogdán Csaba                       | Szolnoki Tibor                     | 62                                 |       | 49                         | Gyenesei Leila             | Szandi                     | Zsadon Andrea              | Vastag Csaba, Vastag Tamás |
| 121.  | 12.   | 2015. december 13.   | Géczi Zoltán                       | Mogács Dániel                      | Wichmann Tamás                     | 64                                 |       | 60                         | Mikecz Estilla             | Görgényi Fruzsina          | Voith Ági                  | Berkes Olivér              |
| 122.  | 13.   | 2015. december 20.   | Forró Bence                        | Zelinka Ildikó                     | Bősze Ádám                         | 56                                 |       | 69                         | Galán Angéla               | Ugron Zsolna               | Nagy György                | Pély Barna                 |
| 123.  | 14.   | 2015. december 27.   | Nagy Ervin                         | Harsányi Levente                   | Szulák Andrea                      | 73                                 |       | 48                         | Novodomszky Éva            | Pásztor Anna               | Magyar Attila              | Kovács Kati                |
| 124.  | 15.   | 2016. január 3.      | Sors Tamás                         | Lőrincz Tamás                      | Horváth Gábor                      | 54                                 |       | 69                         | Dombi Rudolf               | Vörös Zsuzsanna            | Csollány Szilveszter       | Herrer Sára                |
| 125.  | 16.   | 2016. január 10.     | Bordás Barbara                     | Bakos-Kiss Gábor                   | Frenreisz Károly                   | 66                                 |       | 68                         | Bánovits Vivianne          | Szabó Kimmel Tamás         | Molnár György              | Kecskés Tibor              |
| 126.  | 17.   | 2016. január 17.     | Várhelyi Anna                      | Janza Kata                         | Perjés János                       | 70                                 |       | 46                         | Németh Dorottya            | Bárdosi Sándor             | Szőke András               | Judy                       |
| 127.  | 18.   | 2016. január 24.     | Ács Eszter                         | Nagy Viktor                        | Kamarás Iván                       | 65                                 |       | 73                         | Szilágyi Csenge            | Kéri Kitty                 | Őze Áron                   | Terecskei Rita             |

### Kilencedik évad (2016)
|       |       | Dátum             | Piros csapat (Tatár Csilla) | Piros csapat (Tatár Csilla) | Piros csapat (Tatár Csilla) | Piros csapat (Tatár Csilla) |       | Zöld csapat (Harsányi Levente) | Zöld csapat (Harsányi Levente) | Zöld csapat (Harsányi Levente) | Zöld csapat (Harsányi Levente) | Zenei vendég               |
| 20–29 | 30–39 | Dátum             | 40 feletti                  |                             |                             | 20–29                       | 30–39 | 40 feletti                     |                                |                                |                                | Zenei vendég               |
| ----- | ----- | ----------------- | --------------------------- | --------------------------- | --------------------------- | --------------------------- | ----- | ------------------------------ | ------------------------------ | ------------------------------ | ------------------------------ | -------------------------- |
| 128.  | 1.    | 2016. január 31.  | Vecsei Miklós               | Udvarias Anna               | Csányi Sándor               | 63                          |       | 40                             | Litkai Gergely                 | Fodor Annamária                | Elek Ferenc                    | Pintér Tibor               |
| 129.  | 2.    | 2016. február 7.  | Baricz Gergő                | Adorjáni Bálint             | Szekeres Adrien             | 56                          |       | 47                             | Rókusfalvy Lili                | Dióssy Klári                   | Szigeti Ferenc                 | Galambos Dorina            |
| 130.  | 3.    | 2016. február 14. | Kerényi Miklós Máté         | Kinizsi Ottó                | Cserna Antal                | 65                          |       | 53                             | Dancs Annamari                 | Deutsch Anita                  | Szalay Krisztina               | Varga Feri & Balássy Betty |
| 131.  | 4.    | 2016. február 21. | Farkas Dénes                | Mészáros Árpád Zsolt        | Bényi Ildikó                | 69                          |       | 92                             | Vágó Zsuzsi                    | Huszárik Kata                  | Zsidró Tamás                   | Weisz Viktor               |
| 132.  | 5.    | 2016. február 28. | Stohl Luca                  | Olt Tamás                   | Pindroch Csaba              | 61                          |       | 57                             | Szendy Szilvi                  | Xantus Barbara                 | Csuja Imre                     | Prieger Fanni              |
| 133.  | 6.    | 2016. március 6.  | Baronits Gábor              | Késmárki Zsolt              | Szentpéteri Csilla          | 60                          |       | 91                             | Takács Orsolya                 | Barsy Laura                    | Fenyő Miklós                   | Borbély Richárd            |
| 134.  | 7.    | 2016. március 13. | Südi Iringó                 | Katus Attila                | St. Martin                  | 64                          |       | 52                             | Krizsán Xénia                  | Vastag Csaba                   | Vincze Tünde                   | Görgényi Fruzsina          |
| 135.  | 8.    | 2016. március 20. | Száraz Dénes                | Benkő Nóra                  | Aradi Tibor                 | 46                          |       | 109                            | Berkesi Judit                  | Polyák Lilla                   | Spiller István                 | Serbán Attila              |
| 136.  | 9.    | 2016. március 27. | Mádai Vivien                | Béres Alexandra             | Szalay Balázs               | 60                          |       | 78                             | Klem Viktor                    | Létay Dóra                     | Szujó Zoltán                   | Benji                      |
| 137.  | 10.   | 2016. április 3.  | Jakab Márk                  | Mujahid Zoltán              | Csomor Csilla               | 50                          |       | 63                             | Laki Péter                     | Péter Szabó Szilvia            | Növényi Norbert                | Mohamed Fatima             |
| 138.  | 11.   | 2016. április 10. | Mohai Tamás                 | Nacsa Olivér                | Engi Klára                  | 64                          |       | 67                             | Kraszkó Zita                   | Bagi Iván                      | Prukner László                 | Czutor Zoltán              |
| 139.  | 12.   | 2016. április 17. | Badár Tamás                 | Peller Károly               | Ungár Anikó                 | 68                          |       | 62                             | Gubik Petra                    | Csézy                          | Hajas László                   | Veres-Kovács Petra         |
| 140.  | 13.   | 2016. április 24. | Orosz Ákos                  | Pál Tamás                   | Gaskó Balázs                | 63                          |       | 53                             | Freddie                        | Mák Kata                       | Asbóth József                  | Sári Éva                   |
| 141.  | 14.   | 2016. május 1.    | Berkes Gabriella            | Radványi Dorottya           | Tordai Teri                 | 71                          |       | 69                             | Berkes Olivér                  | Esztergályos Máté              | Horváth Lili                   | Auth Csilla                |
| 142.  | 15.   | 2016. május 8.    | Jándi Lőrinc                | Wolf András                 | Harmath Csaba               | 39                          |       | 78                             | Szegedi Réka                   | Pauli Zoltán                   | Ruprecht László                | Rácz Gergő                 |
| 143.  | 16.   | 2016. május 15.   | Peller Anna                 | Rakonczai Imre              | Széles László               | 50                          |       | 63                             | Peller Mariann                 | Rakonczai Viktor               | Széles Zita                    | Koós Réka                  |
| 144.  | 17.   | 2016. május 22.   | Petruska András             | Szatmári Ferenc             | Lajos Mari                  | 47                          |       | 105                            | Keller Linda                   | Csőre Gábor                    | Balog Kálmán                   | Török Jázmin               |
| 145.  | 18.   | 2016. május 29.   | Ekanem Bálint               | Kozma Orsolya               | Lévai Ferenc                | 48                          |       | 97                             | Simon Boglárka                 | Kenyeres András                | Bánfalvy Ágnes                 | Fehér Adrienn              |
| 146.  | 19.   | 2016. június 5.   | Csonka András               | Kovács Ágnes                | Zsivoczky Attila            | 99                          |       | 68                             | Veres Amarilla                 | Gergely István                 | Sebők Vilmos                   | Szabó Leslie               |

### Tizedik évad (2016-2017)
|       |       | Dátum                | Piros csapat (Kraszkó Zita) | Piros csapat (Kraszkó Zita) | Piros csapat (Kraszkó Zita) | Piros csapat (Kraszkó Zita) |       | Zöld csapat (Harsányi Levente) | Zöld csapat (Harsányi Levente) | Zöld csapat (Harsányi Levente) | Zöld csapat (Harsányi Levente) | Zenei vendég         |
| 20–29 | 30–39 | Dátum                | 40 feletti                  |                             |                             | 20–29                       | 30–39 | 40 feletti                     |                                |                                |                                | Zenei vendég         |
| ----- | ----- | -------------------- | --------------------------- | --------------------------- | --------------------------- | --------------------------- | ----- | ------------------------------ | ------------------------------ | ------------------------------ | ------------------------------ | -------------------- |
| 147.  | 1.    | 2016. augusztus 28.  | Jani Réka Luca              | Nacsa Olivér                | Laklóth Aladár              | 49                          |       | 56                             | Mutina Ágnes                   | Barabás Kiss Zoltán            | Bánfi János                    | Rakonczai Imre       |
| 148.  | 2.    | 2016. szeptember 4.  | Papp Máté                   | Sárközi Anita               | Kautzky Armand              | 48                          |       | 71                             | Trecskó Zsófia                 | Knapik Tamás                   | Tallós Rita                    | Szandi               |
| 149.  | 3.    | 2016. szeptember 11. | Juhász Levente              | Verebes Linda               | Csengeri Attila             | 56                          |       | 65                             | Gelencsér Tímea                | Rábaközi Andrea                | Rózsa György                   | Veres Mónika         |
| 150.  | 4.    | 2016. szeptember 18. | Janicsák Veca               | Magyar Attila               | Oszvald Marika              | 67                          |       | 43                             | Csemer Boglárka                | Wolf Kati                      | Csonka András                  | Szűcs Gabi           |
| 151.  | 5.    | 2016. szeptember 25. | Veréb István                | Zsivoczky-Farkas Györgyi    | Rédli András                | 51                          |       | 64                             | Szűcs Gabriella                | Fazekas-Zur Krisztina          | Sidi Péter                     | Szécsi Böbe          |
| 152.  | 6.    | 2016. október 2.     | Potornai Norbert            | Rezes Judit                 | Budai László                | 70                          |       | 54                             | Gyulai Júlia                   | Farkasházi Réka                | Böröndi Tamás                  | Szabó Ádám           |
| 153.  | 7.    | 2016. október 9.     | Benji                       | Partics Katalin             | Boros Csaba                 | 144                         |       | 63                             | Rátonyi Kriszta                | Singh Viktória                 | Kovács István                  | Patkó Béla           |
| 154.  | 8.    | 2016. október 16.    | Baranya Dávid               | Völgyesi Gabi               | Vida Péter                  | 52                          |       | 66                             | Mikecz Estilla                 | Nagy Sándor                    | Vándor Éva                     | Vastag Tamás         |
| 155.  | 9.    | 2016. október 30.    | Baranyai Dániel             | Gájer Bálint                | Kökényessy Ági              | 65                          |       | 88                             | Kováts Vera                    | Valkai Ágnes                   | Ugron Zsolna                   | Petruska András      |
| 156.  | 10.   | 2016. november 6.    | Borbély Richárd             | Pálmai Anna                 | Náray Erika                 | 44                          |       | 56                             | Feng Ya Ou Ferenc              | Iller Bálint                   | Vincze Lilla                   | Szirota Jennifer     |
| 157.  | 11.   | 2016. november 13.   | Ivanov Barbara              | Bebe                        | RicsiPí                     | 134                         |       | 98                             | Csernoviczki Éva               | Bolba Éva                      | Qka MC                         | Cserpes Laura        |
| 158.  | 12.   | 2016. november 20.   | Ferencz Péter               | Terecskei Rita              | Tóth Frank                  | 33                          |       | 113                            | Tóth János Gergely             | Kéri Kitty                     | Agócs Gergely                  | Csordás Ákos         |
| 159.  | 13.   | 2016. november 27.   | Angler Balázs               | Sipos Szilvia               | Dányi Krisztián             | 50                          |       | 64                             | Jenes Kitti                    | Balla Eszter                   | Pusztaszeri Kornél             | Mészáros Tamás       |
| 160.  | 14.   | 2016. december 4.    | Fekete Dávid                | Béres Alexandra             | Udvarias Anna               | 60                          |       | 68                             | Patocska Olivér                | Ullmann Mónika                 | Dolly                          | Lola                 |
| 161.  | 15.   | 2016. december 11.   | Baronits Gábor              | Takács Bence                | Bagó Bertalan               | 79                          |       | 55                             | Rókusfalvy Lili                | Szilágyi Zsolt                 | Nyári Oszkár                   | Kozma Orsolya        |
| 162.  | 16.   | 2016. december 18.   | Nyári Alíz                  | Papadimitriu Athina         | Molnár Gyula                | 60                          |       | 69                             | Nyári Edit                     | Trokán Anna                    | Molnár Gábor                   | Dér Heni             |
| 163.  | 17.   | 2016. december 31.   | Kamarás Iván                | Oroszlán Szonja             | Szabó Győző                 | -1                          |       | 39                             | Huszárik Kata                  | Stefanovics Angéla             | Badár Sándor                   | -                    |
| 164.  | 18.   | 2017. január 8.      | Fehér Tibor                 | Marge                       | Dobos Judit                 | 41                          |       | 80                             | Lábas Viki                     | Borbély Alexandra              | Kálloy Molnár Péter            | Vavra Bence          |
| 165.  | 19.   | 2017. január 15.     | Csorba Lóránt               | Ív                          | Sasvári Sándor              | 71                          |       | 42                             | Tóth Eszter                    | Ficza István                   | Mészáros Tamás                 | Tunyogi Bernadett    |
| 166.  | 20.   | 2017. január 25.     | Baji Balázs                 | Rácz Gergő                  | Bősze Ádám                  | 56                          |       | 81                             | Hartai Petra                   | Novodomszky Éva                | Szabó Leslie                   | Völgyesi Gabi        |
| 167.  | 21.   | 2017. január 29.     | Derék Bence                 | Győrffy Kata                | Frenreisz Károly            | 61                          |       | 164                            | Kiss Anna Laura                | Márton Anita                   | Ernyey Béla                    | Kováts Vera          |
| 168.  | 22.   | 2017. február 5.     | Pető Zsófia                 | Keresztény Tamás            | Forgács Gábor               | 74                          |       | 70                             | Márton Anna                    | Majoros Rita                   | Szőke András                   | Homonnay Zsolt       |
| 169.  | 23.   | 2017. február 12.    | Oczella Eszter              | Rozsik Fruzsina             | Török Olivér                | 93                          |       | 43                             | Stoics Alexandra               | Wodala Barnabás                | Szűcs Gabi                     | Marge                |
| 170.  | 24.   | 2017. február 19.    | Dékány Barnabás             | Szabó Patrícia              | Dudás Viktor                | 57                          |       | 156                            | Hoffmann Nóra                  | Zámbori Soma                   | Györgyi Anna                   | Trecskó Zsófia       |
| 171.  | 25.   | 2017. február 26.    | Móga Piroska                | Dobó Kata                   | Urbanovits Krisztina        | 68                          |       | 36                             | Szabó Simon                    | Bozó Andrea                    | Kőszegi Ákos                   | Udvarias Anna        |
| 172.  | 26.   | 2017. március 5.     | Ágoston Katalin             | Veres Mónika                | Csepregi Éva                | 56                          |       | 42                             | Fejős Ádám                     | Németh Miklós                  | Gergely Róbert                 | Nagy Sándor          |
| 173.  | 27.   | 2017. március 12.    | Szatory Dávid               | Tihanyi Viktor              | Pásztor Erzsi               | 40                          |       | 99                             | Gáspár Kata                    | Galambos Dorina                | Erdei Zsolt                    | Mező Márió           |
| 174.  | 28.   | 2017. március 19.    | Táborosi Márk               | Tóth Tamás                  | Bényi Ildikó                | 67                          |       | 63                             | Sztankovics Anna               | Hábermann Lívia                | Kollmann Gábor                 | Ív                   |
| 175.  | 29.   | 2017. március 26.    | Muri Enikő                  | Molnár Mátyás               | Radó Denise                 | 50                          |       | 61                             | Tóth Csilla                    | Péczeli Dóra                   | Kovács István                  | Bolba Éva            |
| 176.  | 30.   | 2017. április 2.     | Magán Olivér                | Kerekes Vica                | Rosta István                | 33                          |       | 158                            | Béli Ádám                      | Peller Mariann                 | Wéber Gábor                    | Csondor Kata         |
| 177.  | 31.   | 2017. április 9.     | Rácz Barbara                | Száraz Dénes                | Szűcs Sándor                | 56                          |       | 63                             | Koltay Anna                    | Mahó Andrea                    | Trokán Péter                   | Sapszon Orsi         |
| 178.  | 32.   | 2017. április 16.    | Radnay Csilla               | Náray Erika                 | Földes Tamás                | 76                          |       | 48                             | Bártfalvi Sándor               | Őze Áron                       | Sütő Enikő                     | Danics Dóra          |
| 179.  | 33.   | 2017. április 23.    | Szilágyi Csenge             | Gyurcsík Tibor              | Elek Ferenc                 | 73                          |       | 68                             | Dósa Lotti                     | Szabó Erika                    | Martinek János                 | Benji                |
| 180.  | 34.   | 2017. április 30.    | Freddie                     | Gáspár András               | Varga Miklós                | 58                          |       | 96                             | Maár-Laza Bori                 | Lévay Viktória                 | Gyarmati Andrea                | Fedor Kyra           |
| 181.  | 35.   | 2017. május 7.       | Závodi Marcel               | Fodor Máté                  | Singh Viktória              | 42                          |       | 53                             | Berkes Olivér                  | Kanizsa Gina                   | Köteles Leander                | a meghívott vendégek |
| 182.  | 36.   | 2017. május 14.      | Veréb Tamás                 | Vágó Bernadett              | Kovács István               | 59                          |       | 100                            | Molnár Csilla                  | Székely Dávid                  | Csomor Csilla                  | Henderson Dávid      |
| 183.  | 37.   | 2017. május 21.      | Varga Ádám                  | Zöld Csaba                  | Fehér Adrienn               | 107                         |       | 67                             | Badár Tamás                    | Horányi Juli                   | Janza Kata                     | Vágó Zsuzsi          |
| 184.  | 38.   | 2017. május 28.      | Oláh Bence                  | Kovács Lehel                | Soltész Bözse               | 58                          |       | 70                             | Jászapáti Petra                | Somogyi Dia                    | Rajkai Zoltán                  | Lombos Márton        |
| 185.  | 39.   | 2017. június 4.      | Rubóczki Márkó              | Feke Pál                    | Malek Andrea                | 58                          |       | 84                             | Trokán Nóra                    | Nacsa Olivér                   | Benkő Nóra                     | Magyar Bálint        |
| 186.  | 40.   | 2017. június 11.     | Béli Ádám                   | Pavletits Béla              | Vida Péter                  | 65                          |       | 110                            | Dobai Attila                   | Berkesi Judit                  | Hajas László                   | Pál Dénes            |

### Tizenegyedik évad (2017)

#### Megyei elődöntők
|       |       | Dátum                | Piros csapat                 | Piros csapat                 | Piros csapat                 | Piros csapat     |                |                   |       | Zöld csapat      | Zöld csapat                | Zöld csapat                | Zöld csapat                | Zenei vendég |
| 20–29 | 30–39 | Dátum                | 40 feletti                   | Csapatkapitány               |                              |                  | Csapatkapitány | 20–29             | 30–39 | 40 feletti       |                            |                            |                            | Zenei vendég |
| ----- | ----- | -------------------- | ---------------------------- | ---------------------------- | ---------------------------- | ---------------- | -------------- | ----------------- | ----- | ---------------- | -------------------------- | -------------------------- | -------------------------- | ------------ |
| 187.  | 1.    | 2017. szeptember 3.  | Nógrád megye                 | Nógrád megye                 | Nógrád megye                 | Rátonyi Kriszta  | 50             |                   | 58    | Harsányi Levente | Veszprém megye             | Veszprém megye             | Veszprém megye             | Nági         |
| 187.  | 1.    | 2017. szeptember 3.  | Mikecz Estilla               | Csernák János                | Pindroch Csaba               | Rátonyi Kriszta  | 50             | Trokán Nóra       | 58    | Harsányi Levente | Figula János               | Tóth Loon                  |                            | Nági         |
| 188.  | 2.    | 2017. szeptember 10. | Jász-Nagykun-Szolnok megye   | Jász-Nagykun-Szolnok megye   | Jász-Nagykun-Szolnok megye   | Harsányi Levente | 170            |                   | 72    | Rátonyi Kriszta  | Komárom-Esztergom megye    | Komárom-Esztergom megye    | Komárom-Esztergom megye    | Danics Dóra  |
| 188.  | 2.    | 2017. szeptember 10. | Drávucz Rita                 | Csomor Csilla                | Balázs Péter                 | Harsányi Levente | 170            | Balogh Gábor      | 72    | Rátonyi Kriszta  | Sidi Péter                 | Kardos Róbert              |                            | Danics Dóra  |
| 189.  | 3.    | 2017. szeptember 17. | Bács-Kiskun megye            | Bács-Kiskun megye            | Bács-Kiskun megye            | Harsányi Levente | 51             |                   | 56    | Rátonyi Kriszta  | Pest megye                 | Pest megye                 | Pest megye                 | Kocsis Tibor |
| 189.  | 3.    | 2017. szeptember 17. | Borókai Péter                | Szendy Szilvi                | Körtvélyessy Zsolt           | Harsányi Levente | 51             | Szabó Erika       | 56    | Rátonyi Kriszta  | Babucs Kriszta             | Csepregi Éva               |                            | Kocsis Tibor |
| 190.  | 4.    | 2017. szeptember 24. | Békés megye                  | Békés megye                  | Békés megye                  | Harsányi Levente | 47             |                   | 59    | Rátonyi Kriszta  | Borsod-Abaúj-Zemplén megye | Borsod-Abaúj-Zemplén megye | Borsod-Abaúj-Zemplén megye | Lola         |
| 190.  | 4.    | 2017. szeptember 24. | Simon Panna                  | Vadász Gábor                 | Novodomszky Éva              | Harsányi Levente | 47             | Gercsák Szabina   | 59    | Rátonyi Kriszta  | Tenki Dalma                | Bényi Ildikó               |                            | Lola         |
| 191.  | 5.    | 2017. október 1.     | Heves megye                  | Heves megye                  | Heves megye                  | Rátonyi Kriszta  | 58             |                   | 37    | Harsányi Levente | Fejér megye                | Fejér megye                | Fejér megye                | Marge        |
| 191.  | 5.    | 2017. október 1.     | Szabó Attila                 | Sike András                  | Kautzky Armand               | Rátonyi Kriszta  | 58             | Dávid Kornél      | 37    | Harsányi Levente | Závodszky Noémi            | id. Ocskay Gábor           |                            | Marge        |
| 192.  | 6.    | 2017. október 8.     | Szabolcs-Szatmár-Bereg megye | Szabolcs-Szatmár-Bereg megye | Szabolcs-Szatmár-Bereg megye | Harsányi Levente | 74             |                   | 66    | Rátonyi Kriszta  | Zala megye                 | Zala megye                 | Zala megye                 | Horányi Juli |
| 192.  | 6.    | 2017. október 8.     | Bárány Kristóf               | Nagy Sándor                  | Pregitzer Fruzsina           | Harsányi Levente | 74             | Odett             | 66    | Rátonyi Kriszta  | Bagó Bertalan              | Ecsedi Erzsébet            |                            | Horányi Juli |
| 193.  | 7.    | 2017. október 15.    | Győr-Moson-Sopron megye      | Győr-Moson-Sopron megye      | Győr-Moson-Sopron megye      | Harsányi Levente | 57             |                   | 68    | Rátonyi Kriszta  | Budapest                   | Budapest                   | Budapest                   | Freddie      |
| 193.  | 7.    | 2017. október 15.    | Nagy Dániel Viktor           | Radnay Csilla                | Wéber Gábor                  | Harsányi Levente | 57             | Bródy Norbi       | 68    | Rátonyi Kriszta  | Boros Csaba                | Jakab Csaba                |                            | Freddie      |
| 194.  | 8.    | 2017. október 22.    | Hajdú-Bihar megye            | Hajdú-Bihar megye            | Hajdú-Bihar megye            | Rátonyi Kriszta  | 87             |                   | 103   | Harsányi Levente | Somogy megye               | Somogy megye               | Somogy megye               | Herrer Sára  |
| 194.  | 8.    | 2017. október 22.    | Magyar Attila                | Jámbor József                | Szarvas József               | Rátonyi Kriszta  | 87             | Béli Ádám         | 103   | Harsányi Levente | Majoros Rita               | Bencze Ilona               |                            | Herrer Sára  |
| 195.  | 9.    | 2017. október 29.    | Csongrád megye               | Csongrád megye               | Csongrád megye               | Rátonyi Kriszta  | 53             |                   | 64    | Harsányi Levente | Tolna megye                | Tolna megye                | Tolna megye                | Ív           |
| 195.  | 9.    | 2017. október 29.    | Grecsó Zoltán                | Molnár Gábor                 | Szilágyi Annamária           | Rátonyi Kriszta  | 53             | Siklósi Krisztián | 64    | Harsányi Levente | Jámbor Attila              | László Boldizsár           |                            | Ív           |
| 196.  | 10.   | 2017. november 5.    | Baranya megye                | Baranya megye                | Baranya megye                | Rátonyi Kriszta  | 74             |                   | 62    | Harsányi Levente | Vas megye                  | Vas megye                  | Vas megye                  | Kováts Vera  |
| 196.  | 10.   | 2017. november 5.    | Tóth Eszter                  | Takáts Eszter                | Csalami Csaba                | Rátonyi Kriszta  | 74             | Fekete Linda      | 62    | Harsányi Levente | Horváth Szilárd            | Trokán Péter               |                            | Kováts Vera  |

#### Megyei középdöntők
|       |       | Dátum              | Piros csapat               | Piros csapat               | Piros csapat               | Piros csapat     | Piros csapat   |                 | Zöld csapat | Zöld csapat      | Zöld csapat                  | Zöld csapat                  | Zöld csapat                  | Zenei vendég   |
| 20–29 | 30–39 | Dátum              | 40 feletti                 | Csapatkapitány             |                            |                  | Csapatkapitány | 20–29           | 30–39       | 40 feletti       |                              |                              |                              | Zenei vendég   |
| ----- | ----- | ------------------ | -------------------------- | -------------------------- | -------------------------- | ---------------- | -------------- | --------------- | ----------- | ---------------- | ---------------------------- | ---------------------------- | ---------------------------- | -------------- |
| 197.  | 11.   | 2017. november 12. | Jász-Nagykun-Szolnok megye | Jász-Nagykun-Szolnok megye | Jász-Nagykun-Szolnok megye | Harsányi Levente | 49             |                 | 117         | Rátonyi Kriszta  | Veszprém megye               | Veszprém megye               | Veszprém megye               | Veres Mónika   |
| 197.  | 11.   | 2017. november 12. | Rivasz-Tóth Norbert        | Kaszai Lili                | Radó Denise                | Harsányi Levente | 49             | Vastag Tamás    | 117         | Rátonyi Kriszta  | Kéri Kitty                   | Litkey Farkas                |                              | Veres Mónika   |
| 198.  | 12.   | 2017. november 19. | Baranya megye              | Baranya megye              | Baranya megye              | Harsányi Levente | 75             |                 | 62          | Rátonyi Kriszta  | Borsod-Abaúj-Zemplén megye   | Borsod-Abaúj-Zemplén megye   | Borsod-Abaúj-Zemplén megye   | Kozma Orsolya  |
| 198.  | 12.   | 2017. november 19. | Szentgyörgyváry Péter      | Bereki Anikó               | Uhrik Teodóra              | Harsányi Levente | 75             | Rózsa Krisztián | 62          | Rátonyi Kriszta  | Vincze Ottó                  | Vida Péter                   |                              | Kozma Orsolya  |
| 199.  | 13.   | 2017. november 26. | Pest megye                 | Pest megye                 | Pest megye                 | Rátonyi Kriszta  | 55             |                 | 70          | Harsányi Levente | Tolna megye                  | Tolna megye                  | Tolna megye                  | Völgyesi Gabi  |
| 199.  | 13.   | 2017. november 26. | Galambos Péter             | Ungvári Miklós             | Kirsner Erika              | Rátonyi Kriszta  | 55             | Adorjáni Bálint | 70          | Harsányi Levente | Kovács Antal                 | Rubold Ödön                  |                              | Völgyesi Gabi  |
| 200.  | 14.   | 2017. december 3.  | Heves megye                | Heves megye                | Heves megye                | Harsányi Levente | 67             |                 | 71          | Rátonyi Kriszta  | Somogy megye                 | Somogy megye                 | Somogy megye                 | Pál Dénes      |
| 200.  | 14.   | 2017. december 3.  | Szécsi Zoltán              | Szekeres Adrien            | Náray Erika                | Harsányi Levente | 67             | Balla Eszter    | 71          | Rátonyi Kriszta  | Gájer Bálint                 | Varga Klári                  |                              | Pál Dénes      |
| 201.  | 15.   | 2017. december 10. | Győr-Moson-Sopron megye    | Győr-Moson-Sopron megye    | Győr-Moson-Sopron megye    | Rátonyi Kriszta  | 77             |                 | 92          | Harsányi Levente | Szabolcs-Szatmár-Bereg megye | Szabolcs-Szatmár-Bereg megye | Szabolcs-Szatmár-Bereg megye | Homonnay Zsolt |
| 201.  | 15.   | 2017. december 10. | Csay Renáta                | Szakál Attila              | Zsadon Andrea              | Rátonyi Kriszta  | 77             | Gubik Petra     | 92          | Harsányi Levente | Bakos-Kiss Gábor             | Szabó P. Szilveszter         |                              | Homonnay Zsolt |

#### Döntő
|      |     | Dátum              | Piros csapat                 | Piros csapat                 | Piros csapat                 | Piros csapat     | Piros csapat   |              | Zöld csapat | Zöld csapat     | Zöld csapat    | Zöld csapat    | Zöld csapat    | Zenei vendég |
|      |     | Dátum              |                              | Csapatkapitány               |                              |                  | Csapatkapitány |              |             |                 |                |                |                | Zenei vendég |
| ---- | --- | ------------------ | ---------------------------- | ---------------------------- | ---------------------------- | ---------------- | -------------- | ------------ | ----------- | --------------- | -------------- | -------------- | -------------- | ------------ |
| 202. | 16. | 2017. december 17. | Szabolcs-Szatmár-Bereg megye | Szabolcs-Szatmár-Bereg megye | Szabolcs-Szatmár-Bereg megye | Harsányi Levente | 70             |              | 69          | Rátonyi Kriszta | Veszprém megye | Veszprém megye | Veszprém megye | Szandi       |
| 202. | 16. | 2017. december 17. | Gubik Petra                  | Pregitzer Fruzsina           | Szabó P. Szilveszter         | Harsányi Levente | 70             | Gulyás Péter | 69          | Rátonyi Kriszta | Kéri Kitty     | Litkey Farkas  |                | Szandi       |

| A Magyarország, szeretlek! győztese |
| Szabolcs-Szatmár-Bereg megye        |

#### Szilveszteri adás
|      |     | Dátum              | Piros csapat   | Piros csapat   | Piros csapat | Piros csapat    | Piros csapat   |             | Zöld csapat | Zöld csapat      | Zöld csapat | Zöld csapat  | Zöld csapat | Zenei vendég |
|      |     | Dátum              |                | Csapatkapitány |              |                 | Csapatkapitány |             |             |                  |             |              |             | Zenei vendég |
| ---- | --- | ------------------ | -------------- | -------------- | ------------ | --------------- | -------------- | ----------- | ----------- | ---------------- | ----------- | ------------ | ----------- | ------------ |
| 203. | 17. | 2017. december 31. | Piros csapat   | Piros csapat   | Piros csapat | Rátonyi Kriszta | 28             |             | 66          | Harsányi Levente | Zöld csapat | Zöld csapat  | Zöld csapat | Kovács Kati  |
| 203. | 17. | 2017. december 31. | Oszvald Marika | Pindroch Csaba | Feke Pál     | Rátonyi Kriszta | 28             | Nagy Sándor | 66          | Harsányi Levente | Koós Réka   | Csepregi Éva |             | Kovács Kati  |

### Tizenkettedik évad (2018)

#### Turisztikai területek elődöntői
|      |     | Dátum             | Piros csapat               | Piros csapat               | Piros csapat               | Piros csapat     | Piros csapat   |                     | Zöld csapat | Zöld csapat      | Zöld csapat                 | Zöld csapat                 | Zöld csapat                 | Zenei vendég         |
|      |     | Dátum             |                            | Csapatkapitány             |                            |                  | Csapatkapitány |                     |             |                  |                             |                             |                             | Zenei vendég         |
| ---- | --- | ----------------- | -------------------------- | -------------------------- | -------------------------- | ---------------- | -------------- | ------------------- | ----------- | ---------------- | --------------------------- | --------------------------- | --------------------------- | -------------------- |
| 204. | 1.  | 2018. január 7.   | Balaton északi térsége     | Balaton északi térsége     | Balaton északi térsége     | Rátonyi Kriszta  | 72             |                     | 56          | Harsányi Levente | Nyírség                     | Nyírség                     | Nyírség                     | Bebe                 |
| 204. | 1.  | 2018. január 7.   | Kusnyér Anna               | Trokán Anna                | Kovács Lázár               | Rátonyi Kriszta  | 72             | Farkas Balázs       | 56          | Harsányi Levente | Balogh Gábor                | Tarpai Viktória             |                             | Bebe                 |
| 205. | 2.  | 2018. január 14.  | Sopron-Fertő-tó            | Sopron-Fertő-tó            | Sopron-Fertő-tó            | Rátonyi Kriszta  | 64             |                     | 80          | Harsányi Levente | Debrecen-Hortobágy-Tisza-tó | Debrecen-Hortobágy-Tisza-tó | Debrecen-Hortobágy-Tisza-tó | Singh Viktória       |
| 205. | 2.  | 2018. január 14.  | Szakál Attila              | Bartek Péter Pál           | Bajomi Nagy György         | Rátonyi Kriszta  | 64             | Baricz Gergő        | 80          | Harsányi Levente | Magyar Attila               | Muhi Sándor                 |                             | Singh Viktória       |
| 206. | 3.  | 2018. január 21.  | Etyek-Velencei-tó          | Etyek-Velencei-tó          | Etyek-Velencei-tó          | Harsányi Levente | 55             |                     | 105         | Rátonyi Kriszta  | Szeged                      | Szeged                      | Szeged                      | Szűcs Gabi           |
| 206. | 3.  | 2018. január 21.  | Goztola Krisztina          | Juhász Illés               | Ocskay Gábor               | Harsányi Levente | 55             | Kocsis Dénes        | 105         | Rátonyi Kriszta  | László Boldizsár            | Vicei Zsolt                 |                             | Szűcs Gabi           |
| 207. | 4.  | 2018. január 28.  | Őrség                      | Őrség                      | Őrség                      | Rátonyi Kriszta  | 76             |                     | 73          | Harsányi Levente | Budapest                    | Budapest                    | Budapest                    | Kovácsovics Fruzsina |
| 207. | 4.  | 2018. január 28.  | Kovács Olga                | Tompa Gábor                | Szarvas József             | Rátonyi Kriszta  | 76             | Marót Viki          | 73          | Harsányi Levente | Takács Bence                | Hajas László                |                             | Kovácsovics Fruzsina |
| 208. | 5.  | 2018. február 4.  | Dunakanyar                 | Dunakanyar                 | Dunakanyar                 | Rátonyi Kriszta  | 61             |                     | 48          | Harsányi Levente | Gyula                       | Gyula                       | Gyula                       | Náray Erika          |
| 208. | 5.  | 2018. február 4.  | Csernoviczki Éva           | Danis Lídia                | Murányi Tünde              | Rátonyi Kriszta  | 61             | Antal Timi          | 48          | Harsányi Levente | Ugron Zsolna                | Faragó András               |                             | Náray Erika          |
| 209. | 6.  | 2018. február 11. | Szigetköz-Győr-Pannonhalma | Szigetköz-Győr-Pannonhalma | Szigetköz-Győr-Pannonhalma | Harsányi Levente | 110            |                     | 107         | Rátonyi Kriszta  | Bükk                        | Bükk                        | Bükk                        | Mohamed Fatima       |
| 209. | 6.  | 2018. február 11. | Fekete Dávid               | Galán Angéla               | Mihályi Réka               | Harsányi Levente | 110            | Herczeg Flóra       | 107         | Rátonyi Kriszta  | Lola                        | Szabó Attila                |                             | Mohamed Fatima       |
| 210. | 7.  | 2018. február 18. | Budapest környéke          | Budapest környéke          | Budapest környéke          | Kolozsi Kilián   | 69             |                     | 83          | Rátonyi Kriszta  | Tokaj                       | Tokaj                       | Tokaj                       | Mujahid Zoltán       |
| 210. | 7.  | 2018. február 18. | Sipos Szilvia              | Vasvári Csaba              | Kautzky Armand             | Kolozsi Kilián   | 69             | Gubik Petra         | 83          | Rátonyi Kriszta  | Gál Sándor Áron             | Illés Oszkár                |                             | Mujahid Zoltán       |
| 211. | 8.  | 2018. március 4.  | Szeged vidéke              | Szeged vidéke              | Szeged vidéke              | Kolozsi Kilián   | 117            |                     | 106         | Rátonyi Kriszta  | Dél-Balaton térsége         | Dél-Balaton térsége         | Dél-Balaton térsége         | Koós Réka            |
| 211. | 8.  | 2018. március 4.  | Dér Heni                   | Péter Szabó Szilvia        | Molnár Gyula               | Kolozsi Kilián   | 117            | Béli Ádám           | 106         | Rátonyi Kriszta  | Lévay Viktória              | Teremi Trixi                |                             | Koós Réka            |
| 212. | 9.  | 2018. március 11. | Pécs vidéke                | Pécs vidéke                | Pécs vidéke                | Harsányi Levente | 56             |                     | 71          | Rátonyi Kriszta  | Mátra és Bükk vidéke        | Mátra és Bükk vidéke        | Mátra és Bükk vidéke        | Takács Nikolas       |
| 212. | 9.  | 2018. március 11. | Tóth Eszter                | Lipics Zsolt               | Cserna Antal               | Harsányi Levente | 56             | Gömöri András Máté  | 71          | Rátonyi Kriszta  | Kerekes Vica                | Bozó Andrea                 |                             | Takács Nikolas       |
| 213. | 10. | 2018. március 18. | Balaton északi térsége     | Balaton északi térsége     | Balaton északi térsége     | Rátonyi Kriszta  | 53 (125)       |                     | 89 (145)    | Harsányi Levente | Nyírség                     | Nyírség                     | Nyírség                     | Berkes Olivér        |
| 213. | 10. | 2018. március 18. | Koltai Anna                | Koós Réka                  | Tunyogi Bernadett          | Rátonyi Kriszta  | 53 (125)       | Váradi Enikő        | 89 (145)    | Harsányi Levente | Szerényi László             | Puskás Tivadar              |                             | Berkes Olivér        |
| 214. | 11. | 2018. március 25. | Sopron-Fertő-tó            | Sopron-Fertő-tó            | Sopron-Fertő-tó            | Rátonyi Kriszta  | 93 (157)       |                     | 60 (140)    | Harsányi Levente | Debrecen-Hortobágy-Tisza-tó | Debrecen-Hortobágy-Tisza-tó | Debrecen-Hortobágy-Tisza-tó | Vastag Csaba         |
| 214. | 11. | 2018. március 25. | Marjai Virág               | Qka MC                     | Szolnoki Tibor             | Rátonyi Kriszta  | 93 (157)       | Dancs Annamari      | 60 (140)    | Harsányi Levente | Szolnoki Péter              | Jámbor József               |                             | Vastag Csaba         |
| 215. | 12. | 2018. április 1.  | Etyek-Velencei-tó          | Etyek-Velencei-tó          | Etyek-Velencei-tó          | Harsányi Levente | 71 (126)       |                     | 60 (165)    | Rátonyi Kriszta  | Szeged                      | Szeged                      | Szeged                      | Csondor Kata         |
| 215. | 12. | 2018. április 1.  | Lackfi János               | Tóth Auguszta              | Bagó Bertalan              | Harsányi Levente | 71 (126)       | Fehér Nóra          | 60 (165)    | Rátonyi Kriszta  |                             |                             |                             | Csondor Kata         |
| 216. | 13. | 2018. április 15  | Őrség                      | Őrség                      | Őrség                      | Rátonyi Kriszta  | 74 (150)       |                     | 92 (165)    | Harsányi Levente | Budapest                    | Budapest                    | Budapest                    | Csorba Lóránt        |
| 216. | 13. | 2018. április 15  | Fekete Linda               | Tóth István                | Balázs Fecó                | Rátonyi Kriszta  | 74 (150)       | Szandi              | 92 (165)    | Harsányi Levente | Csőre Gábor                 | Kovács István               |                             | Csorba Lóránt        |
| 217. | 14. | 2018. április 22. | Dunakanyar                 | Dunakanyar                 | Dunakanyar                 | Rátonyi Kriszta  | 63 (124)       |                     | 108 (156)   | Harsányi Levente | Gyula                       | Gyula                       | Gyula                       | Mahó Andrea          |
| 217. | 14. | 2018. április 22. | Bárdos Judit               | Ivanov Barbara             | Herr Orsolya               | Rátonyi Kriszta  | 63 (124)       | Simon Boglárka      | 108 (156)   | Harsányi Levente | Vadász Gábor                | Császár Angela              |                             | Mahó Andrea          |
| 218. | 15. | 2018. április 29. | Szigetköz-Győr-Pannonhalma | Szigetköz-Győr-Pannonhalma | Szigetköz-Győr-Pannonhalma | Harsányi Levente | 103 (213)      |                     | 78 (185)    | Rátonyi Kriszta  | Bükk                        | Bükk                        | Bükk                        | Vavra Bence          |
| 218. | 15. | 2018. április 29. | Gyurcsík Tibor             | Járai Máté                 | Ciprusz Éva                | Harsányi Levente | 103 (213)      | Szécsi Zoltán       | 78 (185)    | Rátonyi Kriszta  | Szekeres Adrien             | Náray Erika                 |                             | Vavra Bence          |
| 219. | 16. | 2018. május 6.    | Budapest környéke          | Budapest környéke          | Budapest környéke          | Harsányi Levente | 55 (124)       |                     | 82 (165)    | Rátonyi Kriszta  | Tokaj                       | Tokaj                       | Tokaj                       | Dér Heni             |
| 219. | 16. | 2018. május 6.    | Patocska Olivér            | Terecskei Rita             | Perjés János               | Harsányi Levente | 55 (124)       | Illés Dániel István | 82 (165)    | Rátonyi Kriszta  | Miló Viktória               | Nagy Sándor                 |                             | Dér Heni             |
| 220. | 17. | 2018. május 13.   | Szeged vidéke              | Szeged vidéke              | Szeged vidéke              | Harsányi Levente | 68 (185)       |                     | 70 (176)    | Rátonyi Kriszta  | Dél-Balaton térsége         | Dél-Balaton térsége         | Dél-Balaton térsége         | Süle Zsolt           |
| 220. | 17. | 2018. május 13.   | Csorba Lóránt              | Török Tilla                | Juronics Tamás             | Harsányi Levente | 68 (185)       | Majoros Rita        | 70 (176)    | Rátonyi Kriszta  | Gájer Bálint                | Epres Attila                |                             | Süle Zsolt           |
| 221. | 18. | 2018. május 20.   | Pécs vidéke                | Pécs vidéke                | Pécs vidéke                | Harsányi Levente | 57 (113)       |                     | 77 (148)    | Rátonyi Kriszta  | Mátra és Bükk vidéke        | Mátra és Bükk vidéke        | Mátra és Bükk vidéke        | Behumi Dóra          |
| 221. | 18. | 2018. május 20.   | Takáts Eszter              | Bank Tamás                 | Dunai Tamás                | Harsányi Levente | 57 (113)       | Gercsák Szabina     | 77 (148)    | Rátonyi Kriszta  | Makranczi Zalán             | Mihályi Győző               |                             | Behumi Dóra          |

#### Bronzmeccs
|      |     | Dátum           | Piros csapat  | Piros csapat        | Piros csapat   | Piros csapat     | Piros csapat   |           | Zöld csapat | Zöld csapat     | Zöld csapat         | Zöld csapat         | Zöld csapat         | Zenei vendég |
|      |     | Dátum           |               | Csapatkapitány      |                |                  | Csapatkapitány |           |             |                 |                     |                     |                     | Zenei vendég |
| ---- | --- | --------------- | ------------- | ------------------- | -------------- | ---------------- | -------------- | --------- | ----------- | --------------- | ------------------- | ------------------- | ------------------- | ------------ |
| 222. | 19. | 2018. május 27. | Szeged vidéke | Szeged vidéke       | Szeged vidéke  | Harsányi Levente | 78             |           | 50          | Rátonyi Kriszta | Dél-Balaton térsége | Dél-Balaton térsége | Dél-Balaton térsége | Knoll Gabi   |
| 222. | 19. | 2018. május 27. | Csorba Lóránt | Péter Szabó Szilvia | Juronics Tamás | Harsányi Levente | 78             | Béli Ádám | 50          | Rátonyi Kriszta | Lévay Viktória      | Gájer Bálint        |                     | Knoll Gabi   |

#### Döntő
|      |     | Dátum           | Piros csapat               | Piros csapat               | Piros csapat               | Piros csapat     | Piros csapat   |      | Zöld csapat | Zöld csapat     | Zöld csapat   | Zöld csapat    | Zöld csapat | Zenei vendég  |
|      |     | Dátum           |                            | Csapatkapitány             |                            |                  | Csapatkapitány |      |             |                 |               |                |             | Zenei vendég  |
| ---- | --- | --------------- | -------------------------- | -------------------------- | -------------------------- | ---------------- | -------------- | ---- | ----------- | --------------- | ------------- | -------------- | ----------- | ------------- |
| 223. | 20. | 2018. június 3. | Szigetköz-Győr-Pannonhalma | Szigetköz-Győr-Pannonhalma | Szigetköz-Győr-Pannonhalma | Harsányi Levente | 68             |      | 56          | Rátonyi Kriszta | Bükk          | Bükk           | Bükk        | Kökény Attila |
| 223. | 20. | 2018. június 3. | Gyurcsík Tibor             | Galán Angéla               | Mihályi Réka               | Harsányi Levente | 68             | Lola | 56          | Rátonyi Kriszta | Szécsi Zoltán | Kautzky Armand |             | Kökény Attila |

#### Nyárköszöntő adás
|      |     | Dátum            | Piros csapat | Piros csapat   | Piros csapat   | Piros csapat    | Piros csapat   |              | Zöld csapat | Zöld csapat      | Zöld csapat   | Zöld csapat  | Zöld csapat | Zenei vendég |
|      |     | Dátum            |              | Csapatkapitány |                |                 | Csapatkapitány |              |             |                  |               |              |             | Zenei vendég |
| ---- | --- | ---------------- | ------------ | -------------- | -------------- | --------------- | -------------- | ------------ | ----------- | ---------------- | ------------- | ------------ | ----------- | ------------ |
| 224. | 21. | 2018. június 10. | Dunántúl     | Dunántúl       | Dunántúl       | Rátonyi Kriszta | 82             |              | 81          | Harsányi Levente | Dunán innen   | Dunán innen  | Dunán innen | Csepregi Éva |
| 224. | 21. | 2018. június 10. | Freddie      | Takács Bence   | Homonnay Zsolt | Rátonyi Kriszta | 82             | Bényi Ildikó | 81          | Harsányi Levente | Magyar Attila | Hajas László |             | Csepregi Éva |

### Tizenharmadik évad (2018–2019)
|      |     | Dátum                | Piros csapat (Rátonyi Kriszta) | Piros csapat (Rátonyi Kriszta) | Piros csapat (Rátonyi Kriszta) | Piros csapat (Rátonyi Kriszta) |  | Zöld csapat (Harsányi Levente) | Zöld csapat (Harsányi Levente) | Zöld csapat (Harsányi Levente) | Zöld csapat (Harsányi Levente) | Zenei vendég      |
| ---- | --- | -------------------- | ------------------------------ | ------------------------------ | ------------------------------ | ------------------------------ |  | ------------------------------ | ------------------------------ | ------------------------------ | ------------------------------ | ----------------- |
| 225. | 1.  | 2018. szeptember 2.  | Takács Bence                   | Galán Angéla                   | Koltay Anna                    | 76                             |  | 70                             | Buzsáky Ákos                   | Molnár Zsolt                   | Mohay Bence                    | Horányi Juli      |
| 226. | 2.  | 2018. szeptember 9.  | Bordás Roland                  | Zöld Csaba                     | Császár Angela                 | 64                             |  | 67                             | Gyulai Júlia                   | Bárány Kristóf                 | Juronics Tamás                 | Baricz Gergő      |
| 227. | 3.  | 2018. szeptember 16. | Olasz Anna                     | Kiss Gergely                   | Biros Péter                    | 72                             |  | 63                             | Csorba Lóránt                  | Lombos Márton                  | Karácsony János                | Kocsis Tibor      |
| 228. | 4.  | 2018. szeptember 23. | Kinizsi Ottó                   | Őze Áron                       | Radó Denise                    | 79                             |  | 165                            | Vágó Zsuzsi                    | Nagy Sándor                    | Vida Péter                     | Szécsi Böbe       |
| 229. | 5.  | 2018. szeptember 30. | Török Tilla                    | Majorosi Marianna              | Agócs Gergely                  | 56                             |  | 157                            | Kovács Nikolett                | Harsányi Gergely               | Dávid Kornél                   | Knoll Gabi        |
| 230. | 6.  | 2018. október 7.     | Závodi Marcel                  | Tarján Zsófia                  | Walkó Csaba                    | 76                             |  | 52                             | Csitári Gergely                | Morvai Noémi                   | Kolozsi Kilián                 | Odett             |
| 231. | 7.  | 2018. október 14.    | Szabó Zselyke                  | Spilák Klára                   | Barabás Kiss Zoltán            | 55                             |  | 67                             | Gyenesei Leila                 | Zsivoczky-Farkas Györgyi       | Martinek János                 | Behumi Dóra       |
| 232. | 8.  | 2018. október 21.    | Tóth Eszter                    | Hábermann Lívia                | Udvarias Anna                  | 58                             |  | 62                             | Lola                           | Bebe                           | Varga Miklós                   | Szabó Leslie      |
| 233. | 9.  | 2018. október 28.    | Kubinyi Júlia                  | Berecz István                  | Timár Böske                    | 59                             |  | 77                             | Galambos Dorina                | Terecskei Rita                 | Frenreisz Károly               | Tóth Andi         |
| 234. | 10. | 2018. november 11.   | Török Anna                     | Szulák Andrea                  | Faragó András                  | 98                             |  | 67                             | Gangl Edina                    | Petrovics Mátyás               | Bozsik Péter                   | Szabó Ádám        |
| 235. | 11. | 2018. november 18.   | Majoros Rita                   | Klement Zoltán                 | Bereki Anikó                   | 81                             |  | 71                             | Trömböczky Napsugár            | Fodor Imre                     | Somogyi Dia                    | Berkes Olivér     |
| 236. | 12. | 2018. november 25.   | Keszei Borbála                 | Ferenczi György                | Batta András                   | 53                             |  | 80                             | Richter József                 | Danny Blue                     | Ungár Anikó                    | Danics Dóra       |
| 237. | 13. | 2018. december 2.    | Hartai Petra                   | Makranczi Zalán                | Kaszás Géza                    | 85                             |  | 85                             | Knoch Viktor                   | Béres Alexandra                | Engi Klára                     | Marge             |
| 238. | 14. | 2018. december 9.    | Csordás Ákos                   | Judy                           | Eszményi Viktória              | 63                             |  | 62                             | Márton Anita                   | Drávucz Rita                   | Kökény Beatrix                 | Patocska Olivér   |
| 239. | 15. | 2018. december 16.   | Dobai Attila                   | Kárász Zénó                    | Ivancsics Ilona                | 100                            |  | 49                             | Koszi Janka                    | Rákász Gergely                 | Szolnoki Péter                 | Kozma Orsolya     |
| 240. | 16. | 2018. december 23.   | Trokán Péter                   | Auksz Éva                      | Szolnoki Tibor                 | 64                             |  | 73                             | Trokán Anna                    | Őze Áron                       | Zsadon Andrea                  | Mihályi Réka      |
| 241. | 17. | 2018. december 30.   | Novodomszky Éva                | Kiss Gergely                   | Náray Erika                    | 80                             |  | 141                            | Feke Pál                       | Nacsa Olivér                   | Magyar Attila                  | Gájer Bálint      |
| 242. | 18. | 2019. január 6.      | Aradi Tibor                    | Badár Sándor                   | Szőke András                   | 58                             |  | 69                             | Horváth Gáspár                 | Szabó Attila                   | Dolly                          | Singh Viktória    |
| 243. | 19. | 2019. január 13.     | Kovács Panka                   | Dénes Viktor                   | Böröndi Tamás                  | 130                            |  | 115                            | Gyulai Márton                  | Partics Katalin                | Szécsi Zoltán                  | Tunyogi Bernadett |
| 244. | 20. | 2019. január 20.     | Koltay Anna                    | Sipos Szilvia                  | Bősze Ádám                     | 55                             |  | 140                            | Dopszay Péter                  | Várnagy Andrea                 | Molnár Gyula                   | Süle Zsolt        |
| 245. | 21. | 2019. január 27.     | Kozák Luca                     | Zsivoczky Attila               | Gyulai Miklós                  | 79                             |  | 79                             | Trecskó Zsófia                 | Danis Lídia                    | Zöld Csaba                     | Janicsák Veca     |
| 246. | 22. | 2019. február 3.     | Ferencz Péter                  | Kontor Tamás                   | Kohánszky Roy                  | 66                             |  | 114                            | Maródi Eszter                  | Sárközi Gyula                  | Zsuráfszky Zoltán              | Kökény Attila     |
| 247. | 23. | 2019. február 10.    | Jani Réka Luca                 | Lőrincz Tamás                  | Engi Klára                     | 56                             |  | 131                            | Ekanem Bálint                  | Szőke Nikoletta                | Zoltán Erika                   | Muri Enikő        |
| 248. | 24. | 2019. február 17.    | Potornai Norbert               | Majer Tamás                    | Juronics Tamás                 | 66                             |  | 52                             | Jenes Kitti                    | Simon Panna                    | Sáfár Mónika                   | Szűcs Gabi        |
| 249. | 25. | 2019. február 24.    | Tóth Eszter                    | Hábermann Lívia                | Csernák János                  | 52                             |  | 88                             | Bagi Iván                      | Nagy Molnár Dávid              | Holcz Gábor                    | Cserpes Laura     |
| 250. | 26. | 2019. március 3.     | Horváth Boldizsár              | Torres Dániel                  | Bogdán Csaba                   | 73                             |  | 70                             | Szabó Gabriella                | Kovács Nikolett                | Tóth Frank                     | Feng Ya Ou Ferenc |
| 251. | 27. | 2019. március 10.    | Réti Nóra                      | Ciprusz Éva                    | Bényi Ildikó                   | 72                             |  | 77                             | Béli Ádám                      | Klement Zoltán                 | Molnár Mátyás                  | Pál Tamás         |
| 252. | 28. | 2019. március 17.    | Benedekffy Katalin             | Kollmann Gábor                 | Ferenczi György                | 51                             |  | 68                             | Dobos Judit                    | Janza Kata                     | Laklóth Aladár                 | Magyar Bálint     |
| 253. | 29. | 2019. március 24.    | Gercsák Szabina                | Tóth Krisztián                 | Cirjenics Miklós               | 54                             |  | 75                             | Vavra Bence                    | Gyurcsík Tibor                 | Balázs Klári                   | Pál Dénes         |
| 254. | 30. | 2019. március 31.    | Zoltán Áron                    | Haumann Petra                  | Götz Anna                      | 61                             |  | 75                             | Kormos Villő                   | Vincze Ottó                    | Magyar Zoltán                  | Somorjai Ilona    |
| 255. | 31. | 2019. április 7.     | Brasch Bence                   | Mahó Andrea                    | Kertész Marcella               | 77                             |  | 54                             | Vajas Albert                   | Magán Olivér                   | Egri Péter                     | Szatmári Orsolya  |
| 256. | 32. | 2019. április 14.    | Rubóczki Márkó                 | Réti Nóra                      | Dénes Viktor                   | 58                             |  | 51                             | Meskó Ilona                    | Figula János                   | Szentpéteri Csilla             | Oláh Gergő        |
| 257. | 33. | 2019. április 21.    | Oszlánszki Patrik              | Török Tilla                    | Szabó Attila                   | 148                            |  | 60                             | Bárány Kristóf                 | Majorosi Marianna              | Agócs Gergely                  | Dér Heni          |
| 258. | 34. | 2019. április 28.    | Szatmári Ferenc                | Bereznay Tamás                 | Lajos Mari                     | 100                            |  | 69                             | Krizsán Xénia                  | Baji Balázs                    | Márton Anita                   | Csordás Ákos      |
| 259. | 35. | 2019. május 5.       | Kovács Gyopár                  | Vágó Bernadett                 | Tunyogi Bernadett              | 81                             |  | 55                             | Medveczky Balázs               | Balla Eszter                   | Kautzky Armand                 | -                 |
| 260. | 36. | 2019. május 12.      | Nagy Bogi                      | Iván Szandra                   | Vincze Lilla                   | 47                             |  | 66                             | Szekér Gergő                   | Szabó Ádám                     | Heatlie Dávid                  | Patocska Olivér   |
| 261. | 37. | 2019. május 19.      | Pattantyús Ádám                | Fazekas Mária                  | Gergely Gábor                  | 55                             |  | 81                             | Miller Dávid                   | Nagy Sándor                    | Ujréti László                  | Fekete Dávid      |
| 262. | 38. | 2019. május 26.      | Szurovecz Kitti                | Finy Petra                     | Lackfi János                   | 66                             |  | 53                             | Baronits Gábor                 | Szorcsik Viktória              | Sajgál Erika                   | Agárdi Szilvia    |
| 263. | 39. | 2019. június 2.      | Lola                           | Szűcs Gabi                     | Csepregi Éva                   | 70                             |  | 75                             | Szatmári András                | Gémesi Csanád                  | Decsi Tamás                    | Kohánszky Roy     |

### Tizennegyedik évad (2019-2020)
|      |     | Dátum                | Piros csapat (Rátonyi Kriszta) | Piros csapat (Rátonyi Kriszta) | Piros csapat (Rátonyi Kriszta) | Piros csapat (Rátonyi Kriszta) |  | Zöld csapat (Harsányi Levente) | Zöld csapat (Harsányi Levente) | Zöld csapat (Harsányi Levente) | Zöld csapat (Harsányi Levente) | Zenei vendég        |
| ---- | --- | -------------------- | ------------------------------ | ------------------------------ | ------------------------------ | ------------------------------ |  | ------------------------------ | ------------------------------ | ------------------------------ | ------------------------------ | ------------------- |
| 261. | 1.  | 2019. szeptember 1.  | Koltay Anna                    | Somogyi Dia                    | Knézy Jenő                     | 79                             |  | 71                             | Bordás Roland                  | Barát Attila                   | Quintus Konrád                 | Szandi              |
| 265. | 2.  | 2019. szeptember 8.  | Pásztor Bence                  | Laklóth Anna                   | Ajkler Zita                    | 66                             |  | 56                             | Balogh Tamás                   | Ujvári Zoltán Szilveszter      | Szigeti Ferenc                 | Éliás Gyula         |
| 266. | 3.  | 2019. szeptember 15. | Veréb Tamás                    | Csomor Csilla                  | Rubold Ödön                    | 66                             |  | 92                             | Kéri Kitty                     | Gáspár András                  | Karinthy Márton                | Rácz Gergő          |
| 267. | 4.  | 2019. szeptember 22. | Zólyomi Zsolt                  | Rábaközi Andrea                | Hajas László                   | 47                             |  | 51                             | Schoblocher Barbara            | Vastag Csaba                   | Bebe                           | Váczi Eszter        |
| 268. | 5.  | 2019. szeptember 29  | Nagy Ricsi                     | Miló Viktória                  | Fila Balázs                    | 49                             |  | 152                            | Csézy                          | Judy                           | Dolly                          | Iván Szandra        |
| 269. | 6.  | 2019. október 6.     | Ember Márk                     | Szendy Szilvi                  | Kardos Róbert                  | 60                             |  | 88                             | Sztankovics Anna               | Szécsi Zoltán                  | Litkey Farkas                  | Borbély Richárd     |
| 270. | 7.  | 2019. október 13.    | Gyenesei Leila                 | Homonnay Zsolt                 | Kaszás Géza                    | 72                             |  | 48                             | Leblanc Gergely                | Südi Iringó                    | Harangozó Gyula                | Nági                |
| 271. | 8.  | 2019. október 20.    | Bondár Anna                    | Iványi Dalma                   | Rosta István                   | 49                             |  | 69                             | Závodi Marcel                  | Heincz Gábor                   | Török Ádám                     | Péter Szabó Szilvia |
| 272. | 9.  | 2019. október 27.    | Tenki Dalma                    | Nagy Sándor                    | Barabás Kiss Zoltán            | 88                             |  | 70                             | Trokán Anna                    | Pindroch Csaba                 | Puskás Tivadar                 | Kocsis Dénes        |
| 273. | 10. | 2019. november 3.    | Hart Gábor                     | Cser Krisztián                 | St. Martin                     | 72                             |  | 85                             | Márton Anna                    | Vajda Attila                   | Sidi Péter                     | Marót Viki          |
| 274. | 11. | 2019. november 10.   | Mezei Kitty                    | Háda János                     | Epres Attila                   | 54                             |  | 61                             | Tóth Andi                      | Mihályi Réka                   | Varga Feri                     | Baby Gabi           |
| 275. | 12. | 2019. november 17.   | Fundák Kristóf                 | Tárkány-Kovács Bálint          | Unger Balázs                   | 61                             |  | 101                            | Kovács Gyopár                  | Dancs Annamari                 | Faragó András                  | Nagy Ricsi          |
| 276. | 13. | 2019. november 24.   | Vágó Zsuzsi                    | Huszárik Kata                  | Buch Tibor                     | 61                             |  | 59                             | Beke Márk                      | Molnár Tamás                   | Hrutka Róbert                  | Csondor Kata        |
| 277. | 14. | 2019. december 1.    | Kozák Luca                     | Mikler Roland                  | Martinek János                 | 70                             |  | 67                             | Bikfalvi Tamás                 | Banner Géza                    | Bősze Ádám                     | Berkes Olivér       |
| 278. | 15. | 2019. december 8.    | Bálint Ádám                    | Szatmári Ferenc                | Kállai Bori                    | 88                             |  | 114                            | Marton Tibor                   | Szélig Viktor                  | Engi Klára                     | Veres Mónika        |
| 279. | 16. | 2019. december 15.   | Freddie                        | László Boldizsár               | Sipos F. Tamás                 | 64                             |  | 62                             | Nagy Bettina                   | Pálmai Anna                    | Zoltán Erika                   | Vastag Tamás        |
| 280. | 17. | 2019. december 22.   | Heatlie Dávid                  | Laklóth Anna                   | Baronits Gábor                 | 57                             |  | 79                             | Csepregi Éva                   | Laklóth Aladár                 | Ungár Anikó                    | Gájer Bálint        |
| 281. | 18. | 2019. december 29.   | Trecskó Zsófia                 | Juronics Tamás                 | Ferenczi György                | 87                             |  | 78                             | Péter Szabó Szilvia            | Serbán Attila                  | Gergely Gábor                  | Dér Heni            |
| 282. | 19. | 2020. január 12.     | Szabó Erika                    | Járai Máté                     | Vida Péter                     | 103                            |  | 74                             | Ferencz Péter                  | Babicsek Bernát                | Rákász Gergely                 | Galambos Dorina     |
| 283. | 20. | 2020. január 19.     | Bozsik Péter                   | Vincze Ottó                    | Buzsáky Ákos                   |                                |  |                                | Mák Kata                       | Kiss Orsolya                   | Kovács Áron                    | Berkes Gabriella    |
| 284. | 21. | 2020. január 26.     | Feke Pál                       | Peller Károly                  | Sári Éva                       | 66                             |  | 104                            | Rajkai Zoltán                  | Csifó Dorina                   | Seszták Szabolcs               | Singh Viktória      |
| 285. | 22. | 2020. február 2.     | Baricz Gergő                   | Pély Barna                     | Horgas Eszter                  |                                |  |                                | Csernoviczki Éva               | Kovács Ágnes                   | Szőnyi Ferenc                  | Danics Dóra         |
| 286. | 23. | 2020. február 9.     | Törőcsik Franciska             | Endrédy Gábor                  | Kovács István                  |                                |  |                                | Majer Tamás                    | Angyal András                  | Szakály György                 | Balássy Betty       |
| 287. | 24. | 2020. február 16.    | Siklósi Örs                    | Bebe                           | Balázs Fecó                    |                                |  |                                | Muri Enikő                     | Bíró Eszter                    | Keresztes Ildikó               | Kocsis Tibor        |
| 288. | 25. | 2020. február 23.    | Szilágyi Csenge                | Fésűs Nelly                    | Ladinek Judit                  |                                |  |                                | Molnár Tibor Attila            | Várnagy Andrea                 | Szolnoki Péter                 | Oláh Gergő          |
| 289. | 26. | 2020. március 1.     | Kormos Villő                   | Mohamed Aida                   | Szalay Balázs                  | 97                             |  | 46                             | Lola                           | Szekeres Adrien                | Vincze Lilla                   | Fedor Kyra          |
| 290. | 27. | 2020. március 8.     | Simon Panna                    | Teremi Trixi                   | Náray Erika                    |                                |  |                                | Borsányi Dániel                | Gömöri András Máté             | Csengeri Attila                | Antal Timi          |
| 291. | 28. | 2020. március 22.    | Medveczky Balázs               | Barabás Botond                 | Dunai Tamás                    | 75                             |  | 54                             | Bánovits Vivianne              | Balázsovits Edit               | Bánfalvy Ágnes                 | Fehér Adrienn       |

### Tizenötödik évad (2020-2021)
|      |     | Dátum                | Piros csapat (Rátonyi Krisztina) | Piros csapat (Rátonyi Krisztina) | Piros csapat (Rátonyi Krisztina) | Piros csapat (Rátonyi Krisztina) |  | Zöld csapat (Harsányi Levente) | Zöld csapat (Harsányi Levente) | Zöld csapat (Harsányi Levente) | Zöld csapat (Harsányi Levente) | Zöld csapat (Harsányi Levente) |
| ---- | --- | -------------------- | -------------------------------- | -------------------------------- | -------------------------------- | -------------------------------- |  | ------------------------------ | ------------------------------ | ------------------------------ | ------------------------------ | ------------------------------ |
| 292. | 1.  | 2020. szeptember 13. | Varga Szabolcs                   | Csorba Lóránt                    | Behumi Dóri                      |                                  |  |                                | Gercsák Szabina                | Krizsán Xénia                  | Kőbán Rita                     |                                |
| 293. | 2.  | 2020. szeptember 20. | Korponay Zsófia                  | Gubik Petra                      | Kertész Marcella                 |                                  |  |                                | Zöld Csaba                     | Pindroch Csaba                 | Szolnoki Tibor                 | Nyári Alíz                     |
| 294. | 3.  | 2020. szeptember 27. |                                  |                                  |                                  |                                  |  |                                |                                |                                |                                |                                |
| 295. | 4.  | 2020. október 4.     |                                  |                                  |                                  |                                  |  |                                |                                |                                |                                |                                |
| 296. | 5.  | 2020. október 11.    |                                  |                                  |                                  |                                  |  |                                |                                |                                |                                |                                |
| 297. | 6.  | 2020. október 18.    |                                  |                                  |                                  |                                  |  |                                |                                |                                |                                |                                |
| 298. | 7.  | 2020. október 25.    |                                  |                                  |                                  |                                  |  |                                |                                |                                |                                |                                |
| 299. | 8.  | 2020. november 8.    |                                  |                                  |                                  |                                  |  |                                |                                |                                |                                |                                |
| 300. | 9.  | 2020. november 15.   |                                  |                                  |                                  |                                  |  |                                |                                |                                |                                |                                |
| 301. | 10. | 2020. november 22.   |                                  |                                  |                                  |                                  |  |                                |                                |                                |                                |                                |
| 302. | 11. | 2020. november 29.   |                                  |                                  |                                  |                                  |  |                                |                                |                                |                                |                                |
| 303. | 12. | 2020. december 6.    |                                  |                                  |                                  |                                  |  |                                |                                |                                |                                |                                |
| 304. | 13. | 2020. december 13.   |                                  |                                  |                                  |                                  |  |                                |                                |                                |                                |                                |
| 305. | 14. | 2020, december 20.   |                                  |                                  |                                  |                                  |  |                                |                                |                                |                                |                                |
| 306. | 15. | 2020. december 27.   |                                  |                                  |                                  |                                  |  |                                |                                |                                |                                |                                |
| 307. | 16. | 2021, január 10.     |                                  |                                  |                                  |                                  |  |                                |                                |                                |                                |                                |
| 308. | 17. | 2021. január 17.     |                                  |                                  |                                  |                                  |  |                                |                                |                                |                                |                                |
| 309. | 18. | 2021, január 24.     |                                  |                                  |                                  |                                  |  |                                |                                |                                |                                |                                |
| 310. | 19. | 2021. január 31.     |                                  |                                  |                                  |                                  |  |                                |                                |                                |                                |                                |
| 311. | 20. | 2021. február 7.     |                                  |                                  |                                  |                                  |  |                                |                                |                                |                                |                                |
| 312. | 21. | 2021. február 14.    | Szandi                           | Auksz Éva                        | Zoltán Erika                     | 72                               |  | 63                             | Bogdán Csaba                   | Őze Áron                       | Kátai Róbert                   |                                |
| 313. | 22. | 2021. február 21.    | Kormos Villő                     | Mohamed Aida                     | Litkey Farkas                    | 49                               |  | 94                             | Kovács Gyopár                  | Foki Veronika                  | Timkó Eszter                   |                                |
| 314. | 23. | 2021. február 28.    | Lola                             | Bolba Éva                        | Papadimitriu Athina              | 64                               |  | 61                             | Iván Szandra                   | Polgár Odett                   | Baby Gabi                      |                                |
| 315. | 24. | 2021. március 7.     | Balázs Csongor                   | Zöld Csaba                       | Schnell Ádám                     | 71                               |  | 72                             | Bánfi Kata                     | Ladinek Judit                  | Rátonyi Hajni                  |                                |
| 316. | 25. | 2021. március 14.    | Bárány Kristóf                   | Angyal András                    | Volf Katalin                     | 53                               |  | 67                             | Torres Dániel                  | Ujvári Zoltán Szilveszter      | Szolnoki Péter                 |                                |
| 317. | 26. | 2021. március. 21.   | Kocsis Dénes                     | Bálint Ádám                      | Serbán Attila                    | 95                               |  | 63                             | Vass Dóra                      | Zsivoczky-Farkas Györgyi       | Tóth Frank                     |                                |
| 318. | 27. | 2021. március 28.    | Schoblocher Barbara              | Tunyogi Bernadett                | Varga Miklós                     | 162                              |  | 56                             | Olasz Anna                     | Fazekas Nándor                 | Szélig Viktor                  |                                |
| 319. | 28. | 2021. április 04.    | Laklóth Anna                     | Heatlie Dávid                    | Trokán Anna                      | 62                               |  | 83                             | Laklóth Aladár                 | Csepregi Éva                   | Trokán Péter                   |                                |
| 320. | 28. | 2021. április 11.    | Brasch Bence                     | Csengeri Attila                  | Kautzky Armand                   | 71                               |  | 66                             | Kopek Janka                    | Dobos Juci                     | Póka Éva                       |                                |